# Toronto Raptors
O Toronto Raptors é um time de basquete profissional canadense sediado em Toronto, Ontário. Os Raptors competem na National Basketball Association (NBA) como um clube membro da Conferência Leste e Divisão do Atlântico. Eles jogam seus jogos em casa na Scotiabank Arena, que compartilham com o Toronto Maple Leafs da National Hockey League (NHL). A equipe foi fundada em 1995 como parte da expansão da NBA no Canadá, juntamente com o Vancouver Grizzlies. Desde a temporada de 2001-02, os Raptors têm sido o único time canadense na liga, já que os Grizzlies se mudaram de Vancouver, na Colúmbia Britânica, para Memphis, Tennessee.
Masai Ujiri substituiu Colangelo como presidente da equipe em 2013 e ajudou a começar uma nova era de sucesso, liderada pela dupla DeMar DeRozan e Kyle Lowry. Os Raptors se tornou um time consistente nos playoffs em todos os anos do mandato de Ujiri. A equipe também ganhou cinco títulos da Divisão e registrou sua temporada regular de maior sucesso em 2018. No entanto, o fracasso da equipe em chegar às finais da NBA levou Ujiri a demitir o técnico Dwane Casey após a conclusão dos playoffs de 2018 e conduzir a troca de DeRozan por Kawhi Leonard e Danny Green. Nos playoffs de 2019, os Raptors conquistou seu primeiro título da Conferência Leste e avançou para suas primeiras finais da NBA, onde conquistou seu primeiro título da NBA.

## História

### Criação
O Toronto Raptors foi criado em 4 de novembro de 1993, quando a NBA, como parte de sua expansão para o Canadá, concedeu sua 28° franquia a um grupo liderado pelo empresário, John Bitove, por uma taxa de US $ 125 milhões. Bitove e Allan da Slaight Communications detinham 44%, a Scotiabank tinha 10%, David Peterson tinha 1% e Phil Granovsky tinha 1%.
Os Raptors, junto com o Vancouver Grizzlies, jogaram seu primeiro jogo em 1995, e foram os primeiros times da NBA baseados no Canadá desde o Toronto Huskies da Basketball Association of America (BAA foi uma liga precursora da NBA). Os Raptors marcaram um retorno do basquete profissional para a cidade após uma ausência de 48 anos.
A ideia inicial era usar o nome Huskies, mas a gerência da equipe percebeu que seria quase impossível projetar um logotipo que não se parecesse substancialmente com o do Minnesota Timberwolves. Como resultado, um concurso nacional foi realizado para ajudar a nomear a equipe e desenvolver suas cores e logotipo. Mais de 2.000 entradas foram reduzidas a onze nomes: Beavers, Bobcats, Dragons, Grizzlies, Hogs, Raptors, Scorpions, T-Rex, Tarantulas, Terriers e Towers. A seleção final - Toronto Raptors - foi revelada na televisão nacional canadense em 15 de maio de 1994: a escolha foi influenciada pelo filme Jurassic Park. O nome "Raptor" é um nome informal comum para o Velociraptor, um dinossauro de tamanho médio.
Em 24 de maio de 1994, o logotipo da equipe e o primeiro gerente geral, Isiah Thomas, foram revelados em uma coletiva de imprensa. Como parte do acordo, Thomas recebeu a opção de comprar parte da equipe, supostamente pelo valor de mercado. Ele compraria 4,5% em maio de 1995 e 4,5% em dezembro de 1995, metade de Bitove e Slaight, diminuindo sua participação para 39,5%. As cores vermelho brilhante, roxo, preto e prata também foram reveladas. A equipe originalmente competiu na Divisão Central e antes do início da temporada inaugural, as vendas de produtos dos Raptors ficaram em sétimo lugar na liga, marcando um retorno bem-sucedido do basquete profissional ao Canadá.
Como gerente geral, Isiah Thomas rapidamente ocupou os cargos de gerência com as pessoas de sua confiança, ele nomeou o assistente de longa data do Detroit Pistons, Brendan Malone, como treinador principal dos Raptors. A equipe foi então preenchida como resultado de um draft de expansão em 1995. Toronto recebeu a primeira escolha e selecionou o armador e o especialista em três pontos do Chicago Bulls, B. J. Armstrong. Armstrong se recusou a ir para a equipe e Thomas prontamente o trocou por Carlos Rogers e Victor Alexander do Golden State Warriors. Thomas, em seguida, selecionou uma ampla gama de jogadores incluindo os veteranos Jerome Kersey, Willie Anderson e seu ex-companheiro dos Pistons, John Salley.
Depois do draft de expansão, os Raptors conseguiram a sétima escolha no Draft da NBA de 1995 e Thomas escolheu Damon Stoudamire, armador do Arizona. No entanto, a seleção de Stoudamire foi recebida com vaias dos fãs no SkyDome em Toronto, muitos dos quais queriam Ed O'Bannon, de UCLA, o MVP do Final Four da NCAA.

### 1995-1999: Dificuldades de uma nova franquia

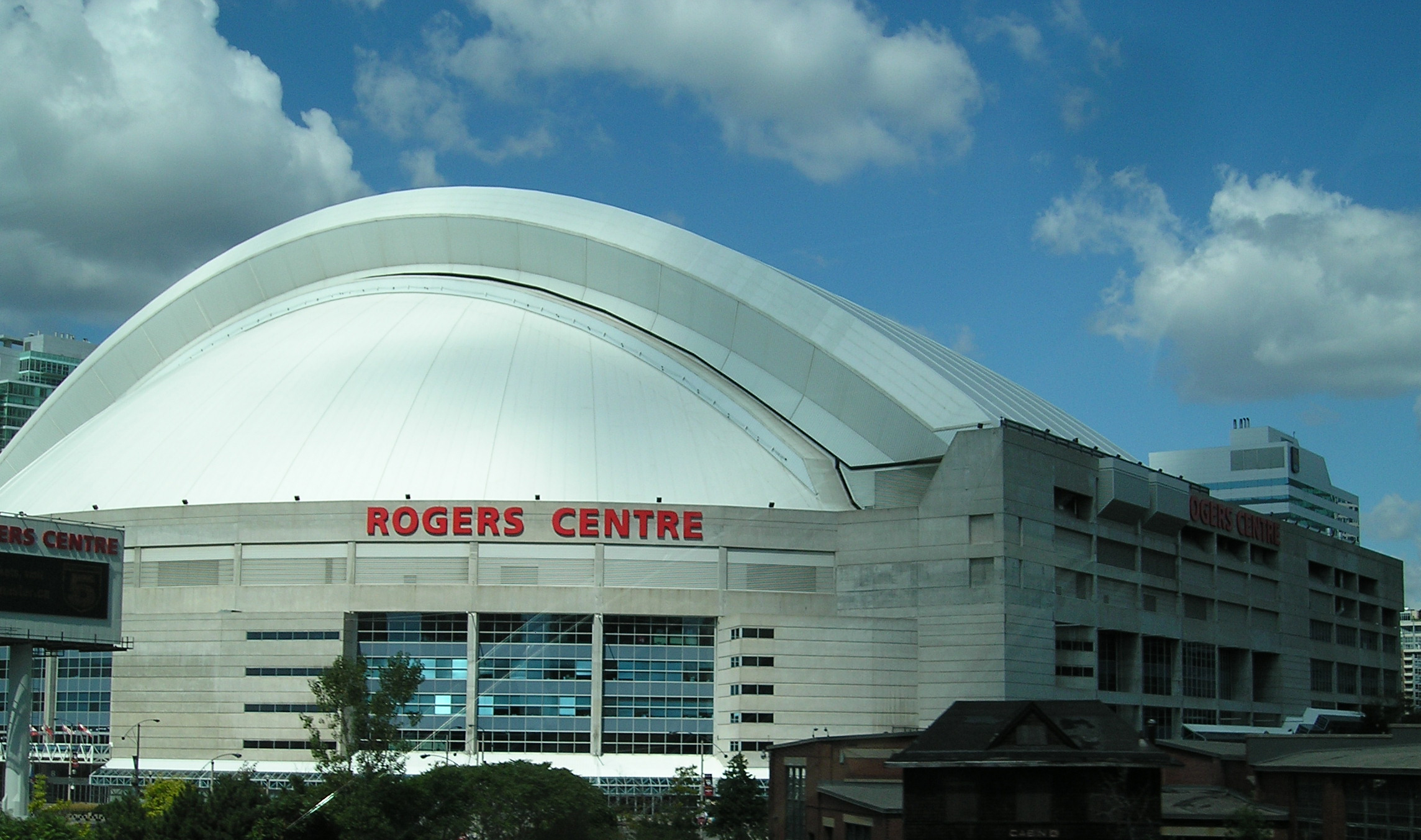
O SkyDome, conhecido como Rogers Centre desde 2005, foi o local original dos jogos em casa dos Raptors de 1995 a 1999.

No primeiro jogo oficial da equipe na NBA, Alvin Robertson marcou os primeiros pontos na história dos Raptors, enquanto Stoudamire registrou 10 pontos e 10 assistências na vitória por 94-79 sobre o New Jersey Nets. Os Raptors concluíram sua temporada inaugural com um recorde de 21-61, apesar de terem sido uma das poucas equipes a derrotar o Chicago Bulls, que estabeleceu um recorde absoluto de 72-10 na temporada regular da NBA. Com médias de 19,0 pontos e 9,3 assistências, Stoudamire também ganhou o Prêmio de Novato do Ano.
Em novembro de 1996, Bitove vendeu sua participação na equipe para Slaight por US $ 65 milhões depois que Slaight ativou uma cláusula em seu acordo de parceria. Slaight ficou com 79% do controle da equipe enquanto o Scotiabank, Thomas, Peterson e Granovsky permanecendo como sócios minoritários. Slaight adquiriu posteriormente o 1%, que pertencia a Peterson e Granovsky, que havia morrido um ano antes. Eles selecionaram Marcus Camby como a segunda escolha geral no Draft de 1996. Como na temporada anterior, os Raptors foram um dos únicos 11 times a vencer os eventuais campeões de 1997, o Chicago Bulls. No entanto, os Raptors terminaram com um recorde de 30-52.
Na temporada de 1997-98, a equipe sofreu várias lesões e teve uma sequência de 17 derrotas. Depois que as tentativas de Thomas de comprar mais ações falharam, ele renunciou a sua posição em novembro e vendeu sua participação de 9% na equipe para Slaight. Isso deixou Slaight com 90% e o Scotiabank com 10%. Thomas foi substituído por Glen Grunwald como gerente geral.
Com a saída de Thomas, Stoudamire imediatamente procurou o mesmo caminho. Em 13 de fevereiro de 1998, ele foi enviado para o Portland Trail Blazers juntamente com Walt Williams e Carlos Rogers em troca de Kenny Anderson, Alvin Williams, Gary Trent, duas escolhas de draft na primeira rodada, uma escolha de draft na segunda rodada e dinheiro. Anderson se recusou a ir e foi negociado com o Boston Celtics juntamente com Taban Tabak e Popeye Jones em troca de Chauncey Billups, Dee Brown, Roy Rogers e John Thomas. Quando o prazo de negociação terminou, os Raptors se tornaram o time mais jovem da liga com uma idade média de 24,6 anos. Eles tiveram cinco novatos em seu elenco, incluindo Tracy McGrady, de 18 anos, que na época era o jogador mais jovem da NBA. Os Raptors inexperientes lutaram durante toda a temporada e o seu recorde de temporada regular regrediu para 16-66.
Em 12 de fevereiro de 1998, a Maple Leaf Gardens Ltd., proprietária do Toronto Maple Leafs, comprou 100% dos direitos dos Raptors e da arena que a equipe estava construindo, Air Canada Centre; Maple Leaf Gardens Ltd. mais tarde renomeou-se Maple Leaf Sports & Entertainment (MLSE). A MLSE pagou US $ 467 milhões, totalizando US $ 179 milhões para a equipe e US $ 288 milhões para a arena.
Durante o Draft de 1998, no que se tornou um movimento decisivo para a franquia, Grunwald trocou a 4ª escolha geral, Antawn Jamison, para o Golden State Warriors em troca de Vince Carter, que foi selecionado na 5º escolha geral. Para trazer mais credibilidade aos Raptors, Grunwald trocou Marcus Camby com o New York Knicks por Charles Oakley, um veterano com experiência em playoff. Kevin Willis, outro veterano adquirido, solidificou a posição de pivô, enquanto a equipe técnica revezava Brown, Williams e Doug Christie como armadores. Tanto Christie quanto Williams se tornaram jogadores talentosos por direito próprio; Christie tornou-se um dos defensores da elite na NBA, enquanto Williams melhorou sua atuação no ataque. O novo treinador, Butch Carter, também recebeu grande parte dos méritos pela reviravolta da equipe durante a temporada de 1998-99. Embora o time não tenha ido para os playoffs (recorde de 23-27), muitos estavam otimistas com as performances impressionantes do Novato do Ano, Vince Carter, e da evolução de Tracy McGrady.

### 1999-2002: Sucesso durante a era Vince Carter

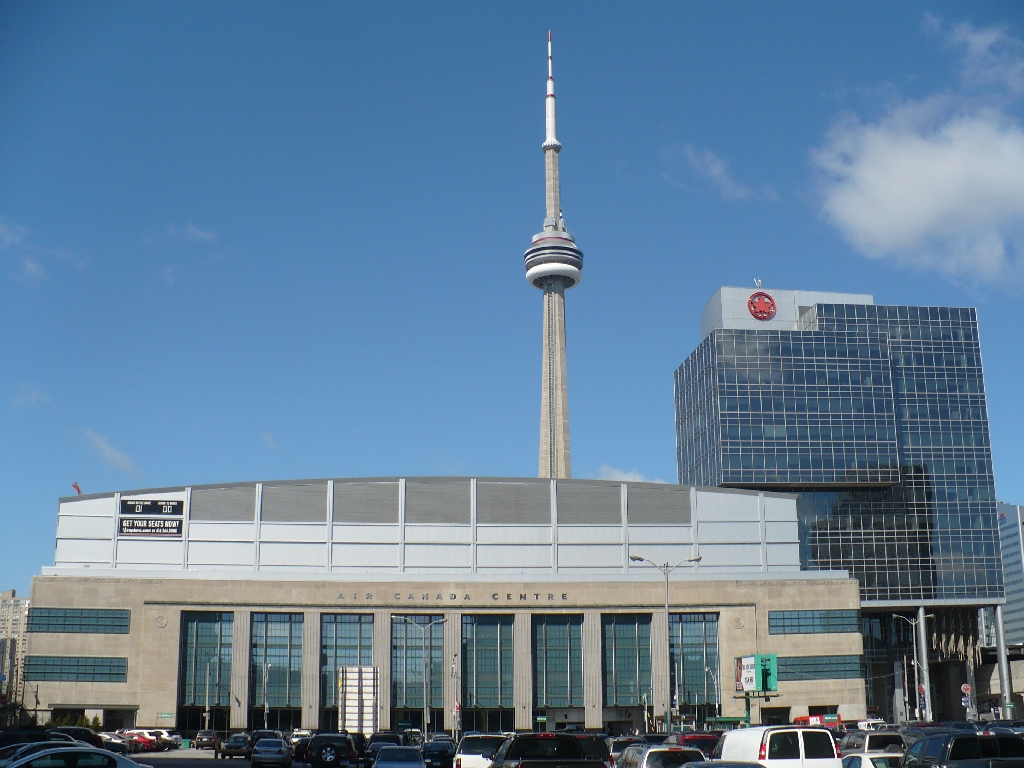
Os Raptors se mudaram para o Scotiabank Arena (então conhecido como Air Canada Centre) em 1999 e estabeleceram recordes de público da NBA nas três temporadas seguintes.

Durante o Draft de 1999, acreditando que os Raptors ainda não tinham um forte ataque, Grunwald trocou Jonathan Bender, selecionado como a segunda escolha geral, por Antonio Davis do Indiana Pacers. Davis rapidamente entrou na equipe titular e ele se tornaria um All-Star nos próximos anos. Por outro lado, Bender só jogaria nove temporadas e estaria fora da liga aos 29 anos. No resto da equipe, Carter, Christie e Dell Curry jogaram como Ala-armador e Alvin Williams e Muggsy Bogues como armador. A rotação de Davis, Oakley e Willis na quadra de ataque e a melhora de Carter e McGrady ajudaram a equipe a fazer sua primeira aparição nos playoff, cumprindo uma promessa que Carter havia feito aos fãs na temporada anterior. Sem experiência significativa na pós-temporada, Toronto foi derrotado por 3-0 pelo New York Knicks na primeira rodada. Mesmo assim, melhorias na equipe e a ascensão de Carter atraiu muitos fãs para o Toronto, muitos dos quais anteriormente não eram fãs de basquete. A temporada também foi o primeiro ano completo jogado no Air Canada Centre, depois de ter jogado quatro anos no SkyDome, que era mais adequado para o beisebol e o futebol canadense. No geral, os Raptors concluíram a temporada com um recorde de 45-37.
Ainda assim, Grunwald substituiu o treinador Butch Carter antes da temporada 2000-01 por Lenny Wilkens, um treinador e jogador do Hall of Fame com mais de 30 anos de experiência como técnico. A equipe também foi amplamente renovada, incluindo a contratação do veterano Mark Jackson em um contrato de quatro anos. Com a evolução de Alvin Williams, Jackson foi negociado para permitir que Williams tivesse mais tempo de jogo. Em 2000, McGrady optou por deixar o Raptors e ir para o Orlando Magic em um contrato no valor de US $ 67,5 milhões em seis anos.

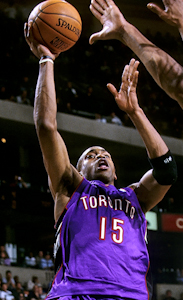
Vince Carter, quinta escolha no Draft de 1998, jogou suas primeiras seis temporadas na NBA com os Raptors.

Como previsto por analistas, a equipe conseguiu um lugar seguro nos playoffs da NBA em 2001, com 47 vitórias. Os Raptors ganharam sua primeira série de playoffs ao derrotar os Knicks por 3-2, avançando para a semifinal da Conferência Leste pela primeira vez na história da franquia. A série seguinte contra o Philadelphia 76ers foi um marco para os Raptors em termos de desempenho e valor de entretenimento. Os Sixers contavam com Allen Iverson e Dikembe Mutombo, enquanto Toronto era uma equipe mais equilibrada. A série foi decidida aos últimos segundos do Jogo 7, quando Carter acabou errando o arremesso decisivo. Apesar da derrota, a temporada é geralmente considerada uma marca para a franquia, considerando as 47 vitórias e a chegada até a segunda rodada dos playoffs.
A transferência do Vancouver Grizzlies para Memphis, Tennessee, em 2001, deixou Toronto como a única equipe canadense da NBA. No verão de 2001, contratos de longo prazo foram dados a Alvin Williams, Jerome Williams e Davis, enquanto Hakeem Olajuwon foi contratado para fornecer apoio a Carter.
Os Raptors pareciam estar a caminho de outra temporada competitiva com um recorde de 29-21 na pausa para o All-Star Game, porém Carter sofreu uma lesão de tendinite patelar que o forçou a perdeu o resto da temporada. Sem a sua estrela, Toronto perdeu 13 jogos consecutivos, porém, eles conseguiram vencer 12 de seus últimos 14 jogos, garantindo um lugar nos playoff no último jogo da temporada regular.
Apesar de um grande desempenho defensivo de Toronto, a falta de Carter foi muito sentida na primeira rodada contra o Detroit Pistons. No primeiro jogo, Detroit superou o Toronto por 83-65, em grande parte devido ao forte desempenho de Ben Wallace que registrou 19 pontos, 20 rebotes, 3 bloqueios e 3 roubadas de bola. Detroit também venceu o segundo jogo, mas Toronto venceu os dois jogos seguintes em casa para forçar um jogo decisivo e fortemente disputado em Detroit. Faltando apenas 10,7 segundos para o fim do jogo e o Raptors perdendo por 85-82 com a posse da bola, Childs correu pela quadra e fez um arremesso errado de três pontos, aparentemente tentando causar uma falta na jogada, em vez de passar para Dell Curry que estava livre. Em uma entrevista após o jogo, Childs repetidamente insistiu que os Raptors haviam perdido por quatro pontos e não por três. O experimento de Olajuwon foi um fracasso, com o veterano tendo suas mais baixar médias da carreira em minutos, pontos e rebotes. Além disso, Childs, Clark e Curry deixaram a equipe, garantindo um novo visual para a próxima temporada.

### 2002-2006: Outro período de luta
A temporada de 2002-03 começou com o otimismo devidas as três aparições anteriores nos playoffs dos Raptors. Porém, a equipe foi devastada por lesões e acabou perdendo um número recorde de jogos. Além disso, os Raptors registraram a duvidosa honra de ser o único time na história da NBA a não ter 12 jogadores em um jogo. Wilkens foi fortemente criticado pela mídia de Toronto por sua incapacidade de reprimir seus jogadores quando necessário, especialmente tendo em vista que este foi o ano em que Wilkens superou Bill Fitch na lista de mais derrotas por um técnico da NBA. Os Raptors terminaram a temporada com um recorde de 24-58 e Wilkens foi demitido. Isso acabou sendo uma bênção pois os Raptors receberam a 4ª escolha geral no Draft de 2003 e selecionaram uma futura estrela: Chris Bosh.

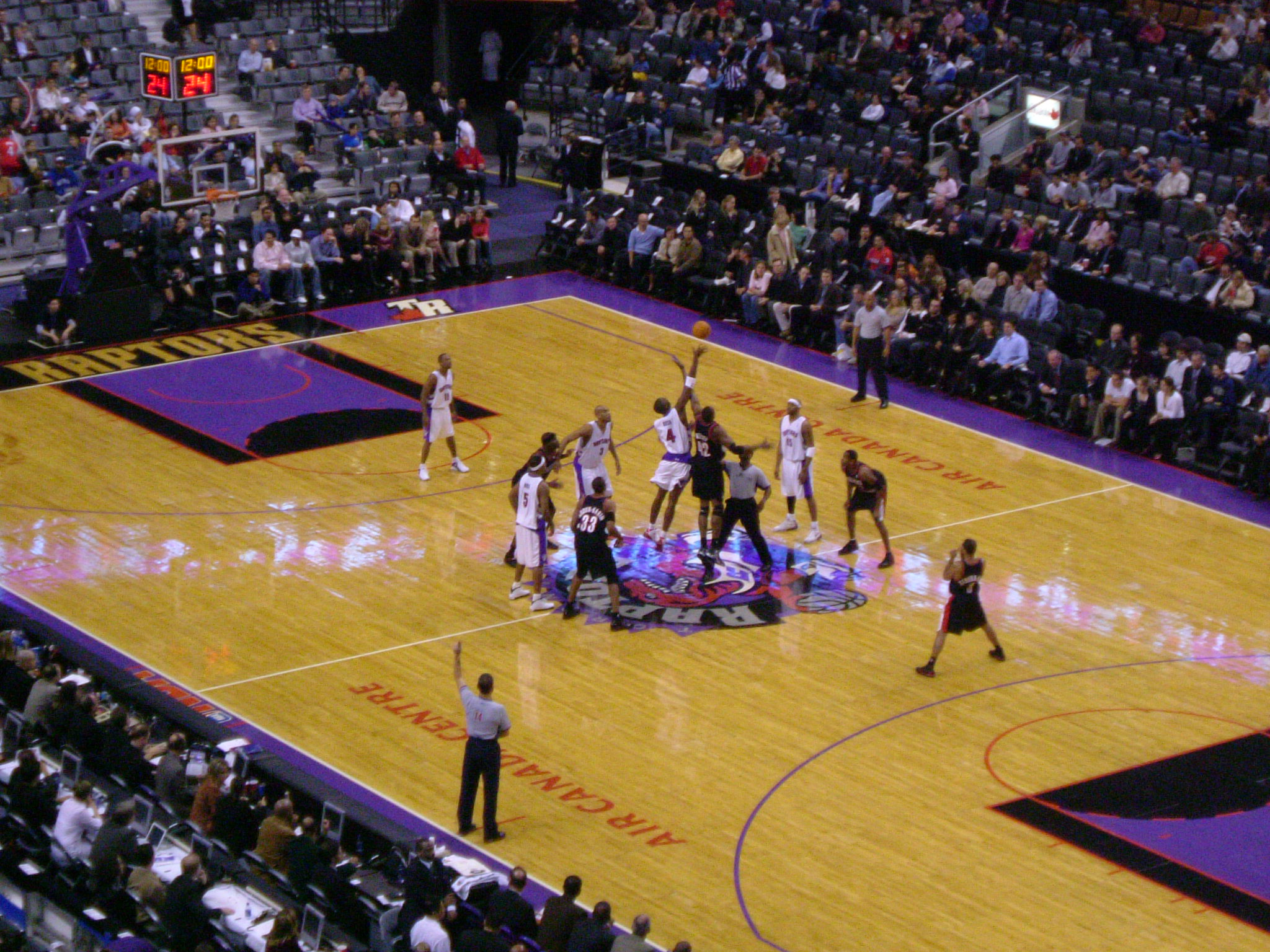
Um jogo entre o Raptors e o Portland Trail Blazers durante a temporada de 2004-05. Os Raptors foram transferidos para a Divisão Atlântica antes do início da temporada.

A cantora country canadense Shania Twain ajudou a lançar o novo uniforme usado fora de casa no início da temporada de 2003-04 e a camisa fez sua estreia em uma vitória de 90-87 na abertura da temporada em 29 de outubro de 2003 contra o New Jersey Nets. Davis e Jerome Williams foram negociados no início da temporada em troca de Jalen Rose e Donyell Marshall. Depois de 50 jogos, Toronto estava com um recorde de 25–25 e na briga pelos playoffs, mas as lesões dos principais jogadores fizeram os Raptors caírem na classificação. Rose, Carter e Alvin Williams sofreram lesões enquanto os Raptors tiveram um recorde de 8-24 em seus jogos restantes. A lesão no joelho de Williams acabou decretando o seu final da carreira.
Para a temporada de 2004-05, a equipe se mudou para a Divisão do Atlântico e os Raptors decidiram renovar a equipe. O presidente dos Raptors e CEO da Maple Leaf Sports & Entertainment, Richard Peddie, demitiu Grunwald em 1 de abril de 2004, depois que a equipe terminou a temporada com um recorde de 33-49 e sem se classificar para os playoffs. O técnico, Kevin O'Neill, e seus quatro assistentes técnicos também foram demitidos imediatamente.
Rob Babcock foi nomeado gerente geral em 7 de junho de 2004, juntamente com as nomeações de Wayne Embry como consultor sênior e Alex English como diretor de desenvolvimento de jogadores. Sam Mitchell, um ex-jogador da NBA e assistente técnico do Milwaukee Bucks, foi contratado como novo treinador.

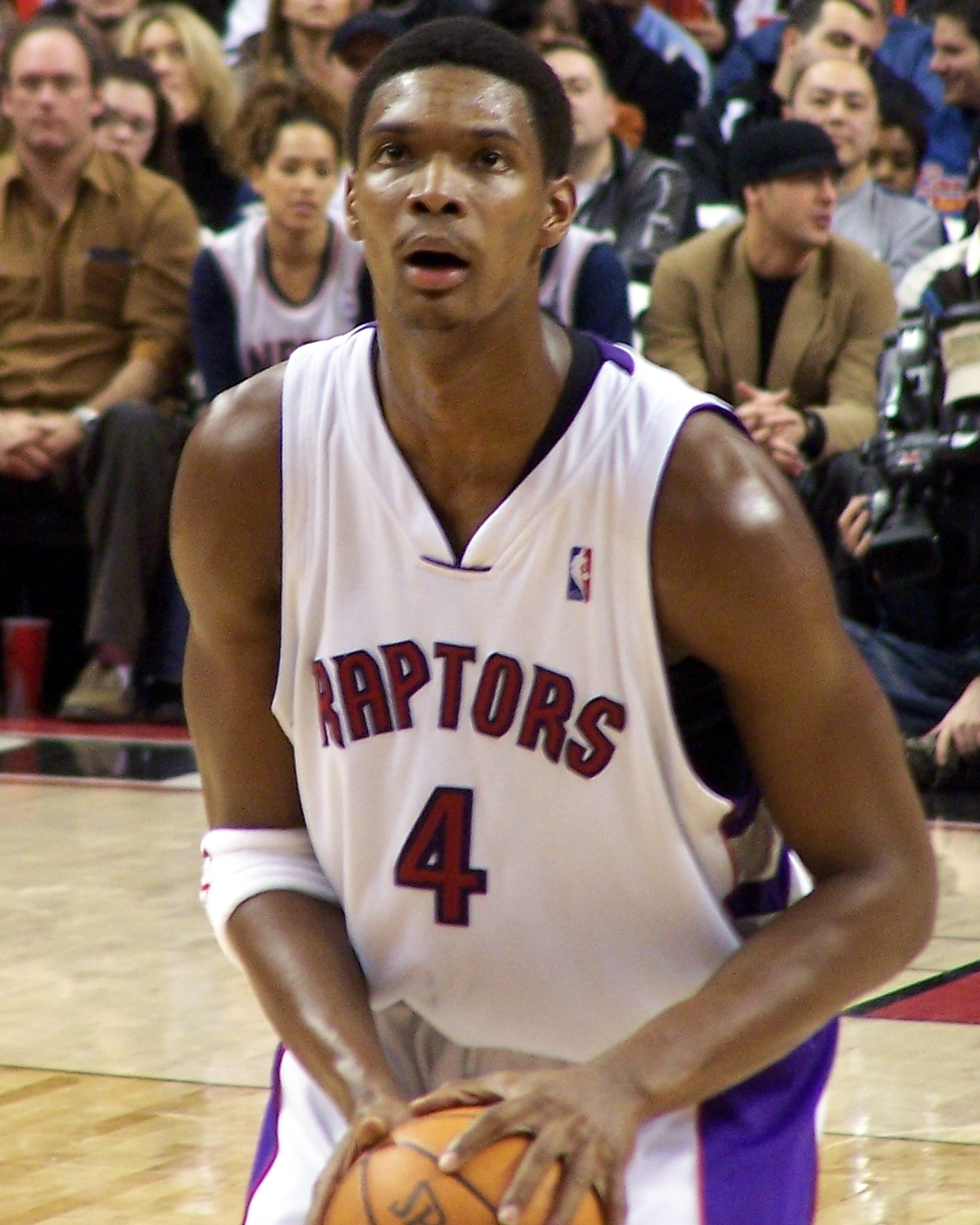
Após a troca de Vince Carter em 2004, Chris Bosh tornou-se o rosto da franquia até 2010.

O primeiro movimento de Babcock como gerente geral foi selecionar Rafael Bábby - a oitava escolha geral - no Draft de 2004 em um movimento que foi criticado por fãs e analistas, considerando que Andre Iguodala foi escolhido na escolha seguinte. Depois do jogo de caridade anual de Vince Carter, Babcock revelou implicitamente à mídia que o agente de Carter havia pedido uma troca. O Toronto Sun relatou que Carter sentiu que estava sendo enganado pela hierarquia dos Raptors durante a busca do gerente geral e concluiu que, enquanto a estrutura administrativa da Maple Leaf Sports and Entertainment permanecesse intacta, os Raptors nunca seriam uma equipe de elite. Carter foi finalmente negociado no meio da temporada, terminando seu mandato de seis anos. O Toronto recebeu Alonzo Mourning, Eric Williams, Aaron Williams e duas escolhas de primeira rodada do New Jersey Nets. Eric e Aaron Williams deveriam adicionar resistência defensiva e rebotes, mas foram subutilizados durante toda a temporada. Analistas previram que Babcock fez um mal negócio e isso acabou custando seu emprego.
A partida de Carter anunciou uma nova era para Toronto. Bosh assumiu o papel de estrela da franquia e teve um bom desempenho em sua segunda temporada, ficando em décimo na liga em rebotes defensivos. Em contraste com o surgimento de Bosh, Bábby lutou para manter na equipe e se tornou impopular entre os fãs e a mídia local. Embora o recorde em casa dos Raptors tenha sido de 22-19, a incapacidade de vencer fora de casa (11-30) e o fraco jogo defensivo fizeram com que o primeiro ano do treinador Sam Mitchell não fosse impressionante. Apesar disso, em sua primeira temporada competindo na Divisão do Atlântico, Toronto manteve o mesmo recorde de temporada regular de 33-49 da temporada anterior.

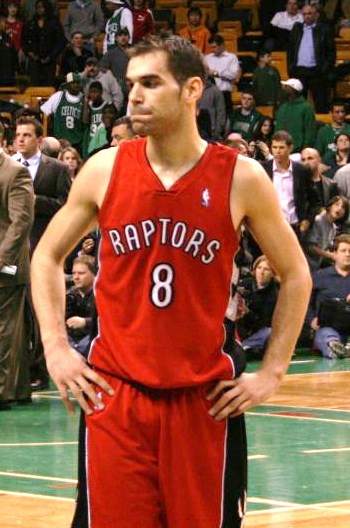
Jose Calderon com os Raptors durante a temporada de 2005-06.

Os Raptors continuou a se reconstruir durante o Draft de 2005, selecionando Charlie Villanueva, Joey Graham, Roko Ukić e Uroš Slokar, com a seleção de Villanueva sendo muito controversa entre os comentaristas de basquete e os fãs dos Raptors. Os Raptors começaram seu campo de treinamento contratando o agente livre José Calderón. Apesar da infusão de novos jogadores, a temporada de 2005-06 de Toronto foi uma decepção; Eles estabeleceram um recorde da franquia ao perderem seus primeiros nove jogos e 15 de seus primeiros 16 jogos. Com as derrotas aumentando e o escrutínio da mídia se intensificando, os Raptors contrataram Gene Keady, ex-técnico de Purdue, como assistente para ajudar a desenvolver a jovem equipe e estabelecer uma personalidade defensiva para a equipe. Em 15 de janeiro de 2006, os Raptors estabeleceu um recorde de pontos em uma vitória de 129-103 sobre os Knicks. Mas menos de uma semana depois, os Raptors permitiram que Kobe Bryant marcasse 81 pontos, a segunda maior marca na história da NBA. Com o escrutínio da mídia se intensificando mais uma vez e os Raptors entrincheirados na parte inferior da liga, o CEO Richard Peddie demitiu Babcock.
A temporada de 2005-06 não foi um desastre total. Villanueva impressionou os fãs e críticos ao chegar em segundo lugar no Prêmio de Novato do Ano. Ele registrou 48 pontos na derrota para o Milwaukee Bucks, mais pontos conquistados por qualquer novato na franquia e por um novato na NBA desde 1997. Bosh foi nomeado para o All-Star Game de 2006, tornando-se o terceiro jogador dos Raptors depois de Vince Carter e Antonio Davis.
Em 27 de fevereiro de 2006, a equipe nomeou Bryan Colangelo, o Executivo do Ano da NBA de 2004-05, como o presidente e gerente geral dos Raptors. Conhecido por seu sucesso em transformar o Phoenix Suns, sua contratação deu esperança a muitos fãs. Ainda assim, Toronto terminou a temporada fracamente quando Bosh sofreu uma lesão no polegar que terminou sua temporada. Os Raptors perderam dez jogos consecutivos após a lesão de Bosh e terminaram a temporada com o quinto pior recorde (27-55) na NBA.

### 2006–2010: Era Chris Bosh
A temporada de 2006-07 representou um divisor de águas da franquia. O elenco foi mudado incluindo a seleção de Andrea Bargnani no Draft de 2006, as aquisições de T. J. Ford, Anthony Parker e Jorge Garbajosa. Bosh recebeu uma prorrogação de contrato de três anos, enquanto Maurizio Gherardini do Benetton Treviso foi contratado como vice-presidente do clube e gerente geral assistente.

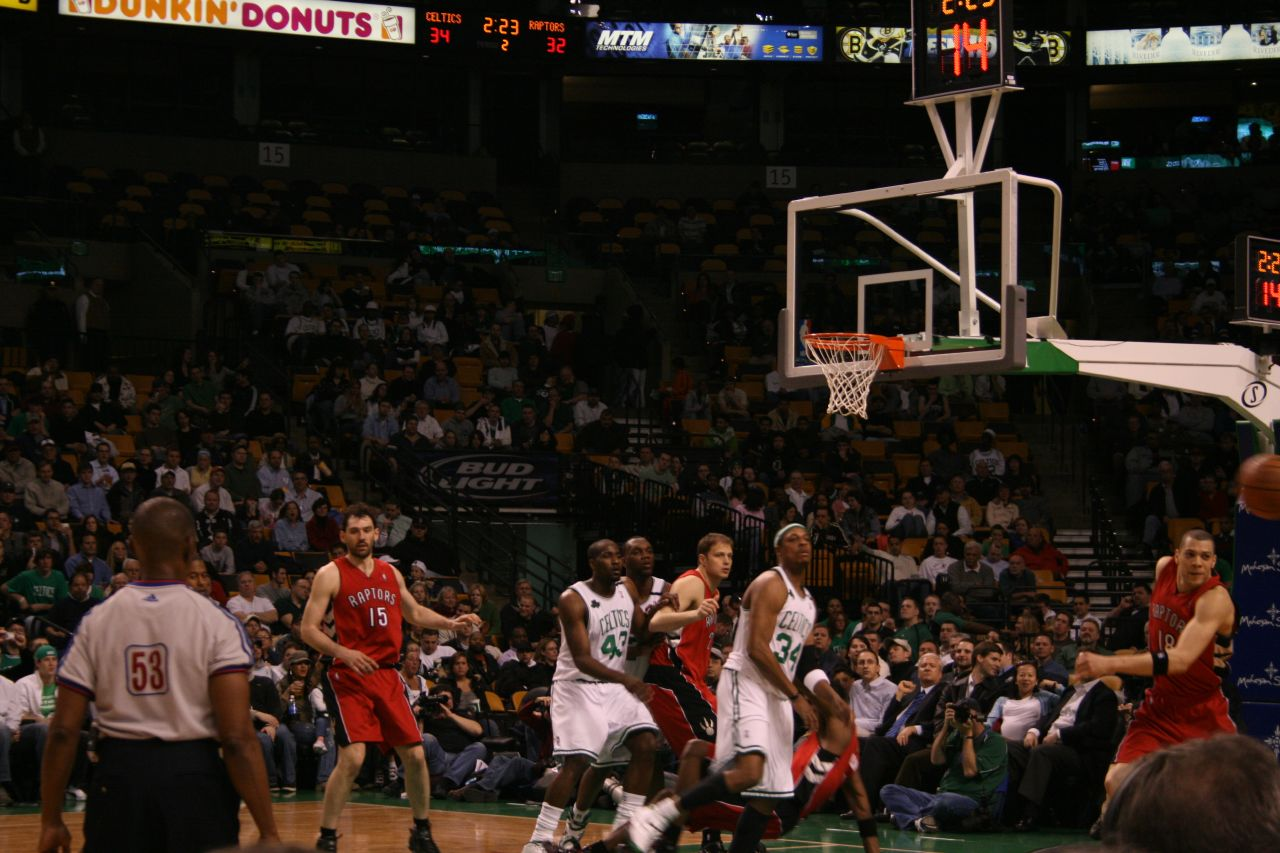
Anthony Parker (#18) e Jorge Garbajosa (#15) com os Raptors durante a temporada de 2006-07.

Toronto terminou a temporada regular com um recorde de 47-35 derrotas, garantindo a terceira melhor campanha na Conferência Leste e a vaga nos playoffs da NBA, juntamente com o título da Divisão do Atlântico. Os Raptors também foram elogiados por sua defesa, compartilhamento da bola e tremenda química na equipe. Colangelo, Gherardini e Mitchell foram creditados como as estrelas da reviravolta de Toronto. Mitchell foi posteriormente nomeado Treinador do Ano da NBA de 2006-07, o primeiro treinador na história dos Raptors a receber a honra, enquanto Colangelo foi nomeado Executivo do Ano de 2006-07.
Em 24 de abril de 2007, os Raptors venceram seu primeiro jogo dos playoffs em cinco temporadas, com uma vitória por 89-83 sobre o New Jersey Nets, mas perdeu a série por 4-2. A série foi notável por colocar Vince Carter contra seu ex-time.
Várias mudanças na equipe foram feitas antes da temporada de 2007-08, quando Toronto tentou reproduzir a mesma forma que a campanha anterior. Mais notavelmente, os Raptors adquiriram Carlos Delfino, Jamario Moon e Jason Kapono. Apesar de estarem defendendo o título da divisão, os Raptors foram amplamente cotados como competidores externos para os títulos da divisão e da conferência. No entanto, Toronto rapidamente ficou atrás do Boston na divisão, já que a incapacidade de Bargnani de jogar bem, juntamente com lesões de Garbajosa (75 jogos), Bosh (15 jogos) e Ford (31 jogos), descarrilou a possibilidade de uma campanha tranquila.
Os Raptors terminaram em um recorde de 41-41, seis vitórias a menos que na temporada anterior, mas ainda o suficiente para chegar aos playoffs. Eles enfrentaram Dwight Howard e o ressurgente Orlando Magic na primeira rodada. Magic acabou vencendo a série por 4-1 com grandes atuações de Howard. Considerando que a temporada anterior foi considerada um sucesso, a campanha de 2007-08 foi considerada uma decepção. Fraquezas no jogo de Toronto foram trazidas em foco durante os playoffs e mudanças eram esperadas.
Uma grande troca foi acordada na temporada de 2008-09: o seis vezes All-Star, Jermaine O'Neal, foi adquirido em troca de Ford, Rasho Nesterović, Maceo Baston, Roy Hibbert e a 17ª escolha geral do Draft de 2008, dando aos Raptors um potencial impulso na quadra de ataque. Apesar da introdução de O'Neal e melhora de Bargnani, os Raptors foram muito inconsistentes. Após um início de 8-9, Mitchell foi demitido e substituído pelo assistente de longa data, Jay Triano. Triano não conseguiu ajustar o time titular e os Raptors tiveram um recorde de 21-34 antes do intervalo para o All-Star. O'Neal e Moon foram então trocados para o Miami Heat por Shawn Marion e Marcus Banks, mas com as derrotas aumentando, os Raptors logo perderam suas chances dos playoffs e foram eliminados da disputa com sete jogos ainda por disputar. Os Raptors terminaram com um recorde de 33-49 e seguiram para a próxima temporada com uma potencial revisão da equipe. Em 12 de maio de 2009, Triano recebeu um contrato de três anos para ser o treinador principal.

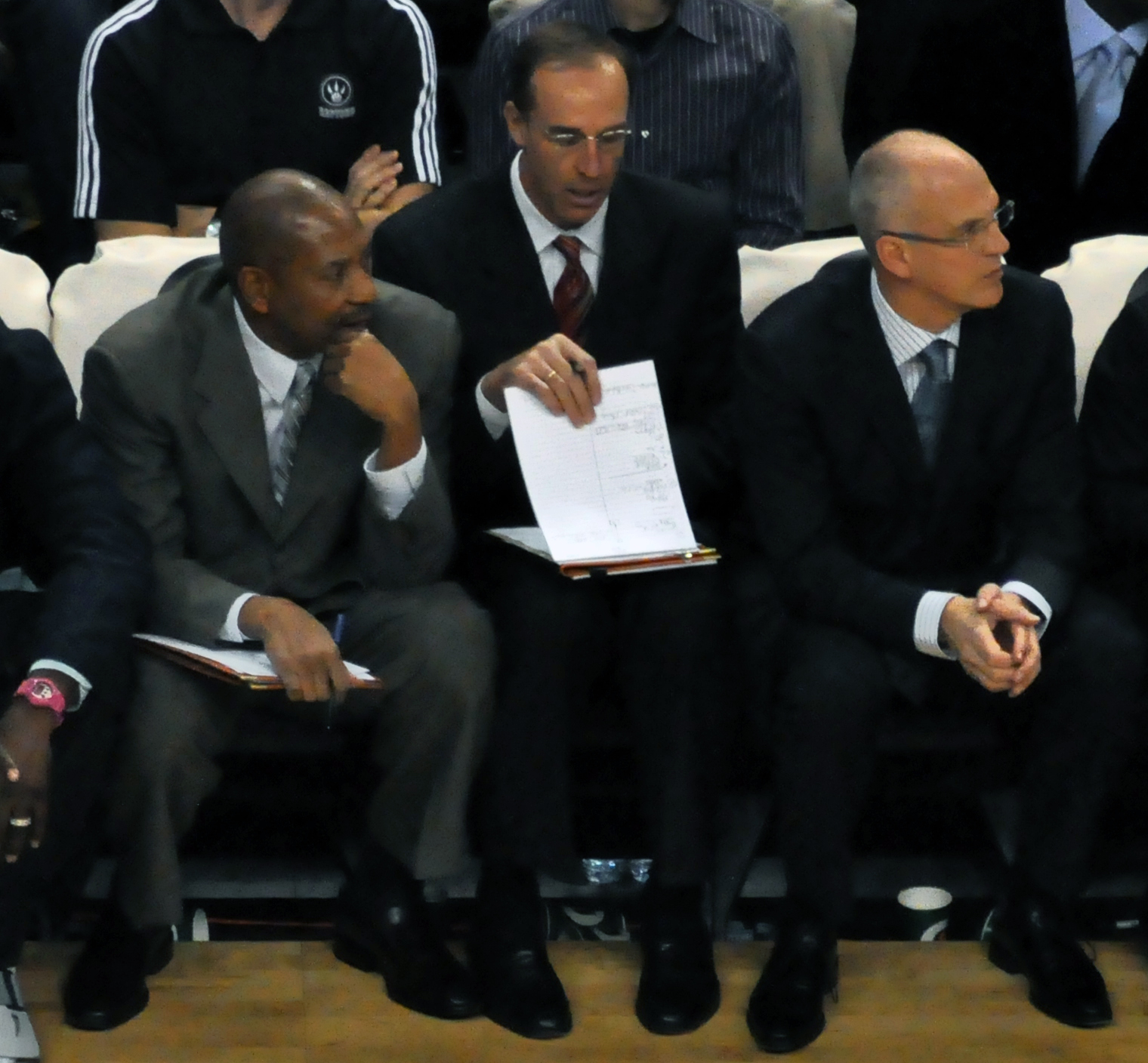
O treinador principal Jay Triano (à direita), com os assistentes Alex English e Marc Iavaroni durante a temporada de 2009-10. Triano foi o treinador dos Raptors de 2008 a 2011.

A inevitável reformulação da equipe na temporada de 2009-10 começou quando Kapono foi negociado com o Philadelphia 76ers por Reggie Evans. Toronto, em seguida, selecionou DeMar DeRozan com a nona escolha do Draft de 2009. Depois de vários negócios, ficou cada vez mais claro que Colangelo que garantir um núcleo confiável para persuadir Bosh a renovar seu contrato. Os Raptors aumentaram o ritmo depois da pausa para o All-Star, alcançando o quinto lugar na Conferência Leste. No entanto, uma lesão que encerrou a temporada de Bosh coincidiu com a queda de Toronto na classificação e eles acabaram não se classificando para os playoffs alguns jogos antes do final da temporada regular.

### 2010–2013: Reconstrução

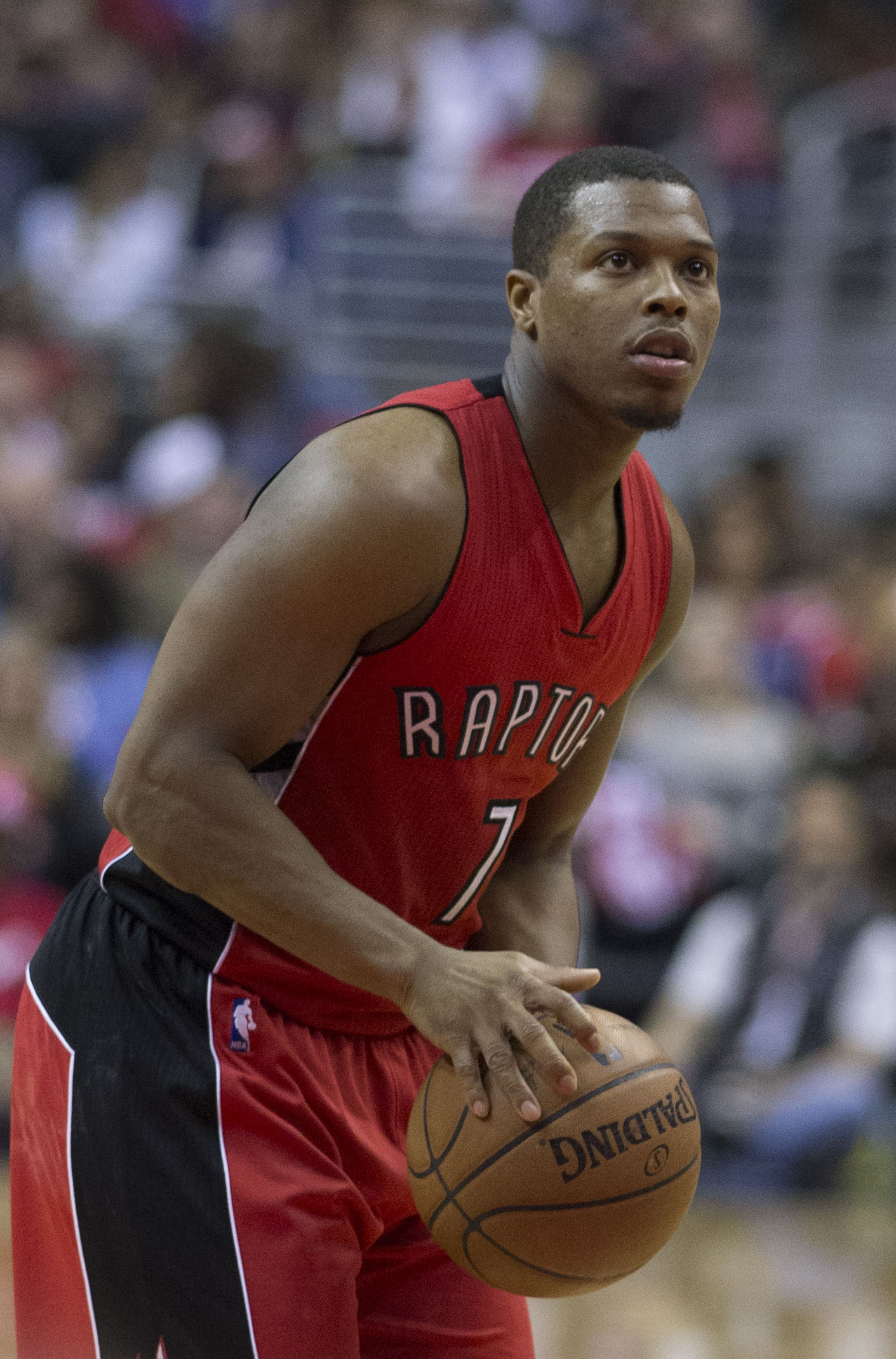
Kyle Lowry foi adquirido pelos Raptors em uma troca com o Houston Rockets durante o período de entressafra de 2012.

Antes do início da temporada de 2010-11, havia muita expectativa em torno da liga sobre os destinos de um grupo de elite de agentes livres, com nomes como Bosh, Dwyane Wade, LeBron James e Amar'e Stoudemire. Bosh e James acabaram optando por ir para o Miami Heat. Antes disso, Toronto já havia recrutado Ed Davis. O primeiro retorno de Bosh a Toronto foi recebido com um coro de vaias, mas não tão severo quanto o que Tracy McGrady e Vince Carter receberam em seus respectivos retornos. Sem Bosh, Toronto regrediu e só conseguiu 22 vitórias na temporada regular.
Dwane Casey, assistente técnico dos Mavericks, foi contratado como o novo treinador de Toronto antes da temporada de 2011-12. Os Raptors usaram a 5° escolha no Draft de 2011 para selecionar Jonas Valančiūnas. A temporada foi encurtada por 16 jogos devido a uma greve e os Raptors terminaram a temporada com um recorde de 23-43.
Durante o período de entressafra de 2012, os Raptors adquiriram o armador Kyle Lowry. Lowry, combinado com Valančiūnas e Terrence Ross (8° escolha no Draft de 2012), representou a próxima fase do processo de reconstrução. Em 30 de janeiro de 2013, os Raptors adquiriram Rudy Gay, Hamed Haddadi e Austin Daye. Haddadi foi depois negociado para o Phoenix Suns em troca de Sebastian Telfair. A temporada de 2012–13 foi a primeira temporada desde 2009-10 que os Raptors terminaram com um recorde de vitórias em casa (21–20), apesar de seu recorde geral de derrotas (34–48).

### 2013–Presente: Era Masai Ujiri e sucesso prolongado

#### 2013–2018: Era DeRozan e Lowry
Durante o período de entressafra de 2013, o novo gerente geral Masai Ujiri trocou Bargnani com o New York Knicks por Steve Novak, uma futura escolha na primeira rodada do draft e duas futuras escolhas na segunda rodada. Os Raptors também adicionaram Tyler Hansbrough, D.J. Augustin, Dwight Buycks e Austin Daye ao elenco. Em 9 de dezembro de 2013, os Raptors trocaram Rudy Gay, Quincy Acy e Aaron Gray para o Sacramento Kings por John Salmons, Greivis Vásquez, Patrick Patterson e Chuck Hayes.

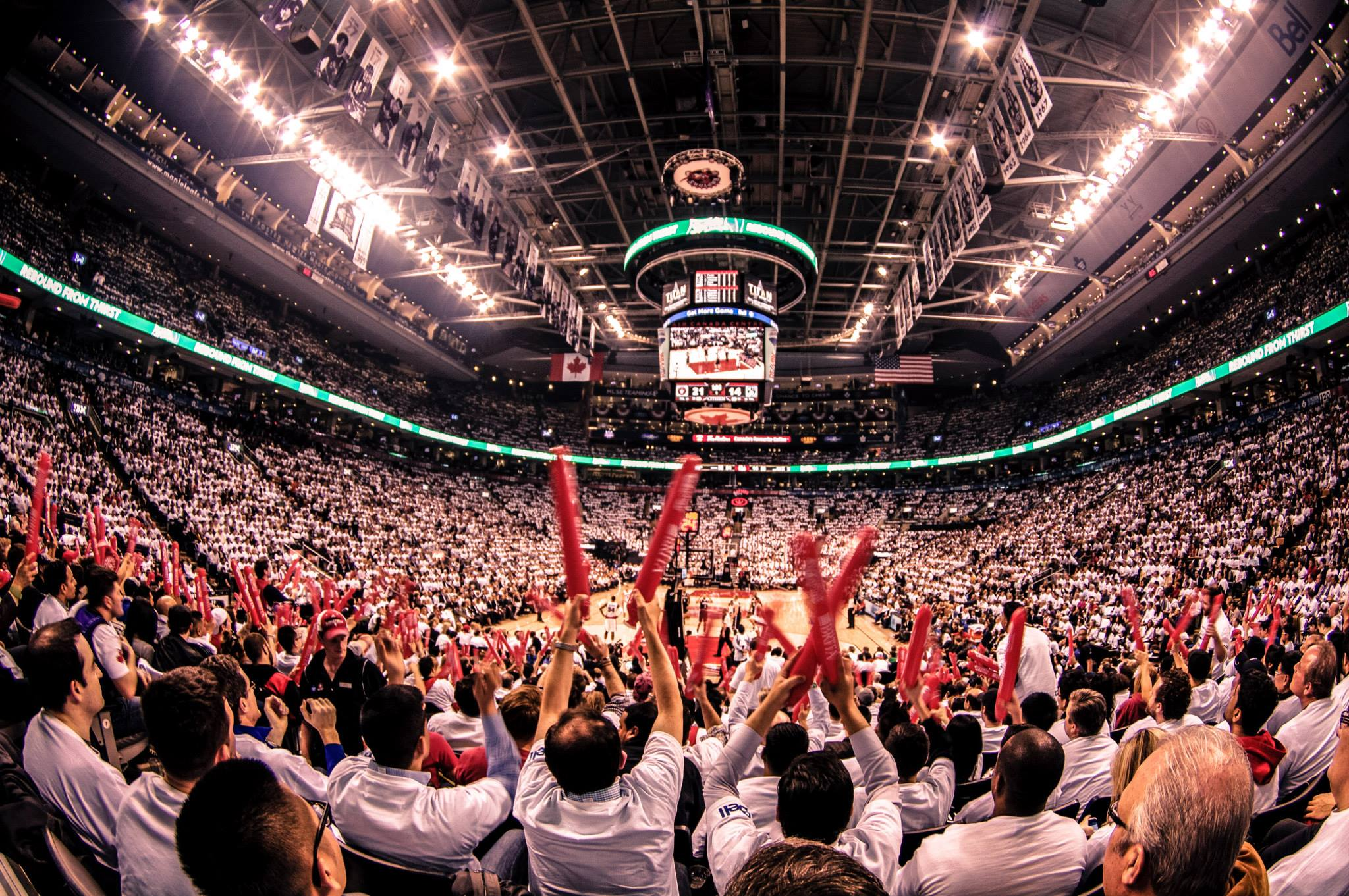
O Air Canada Centre durante os playoffs de 2014 entre o Raptors e o Brooklyn Nets.

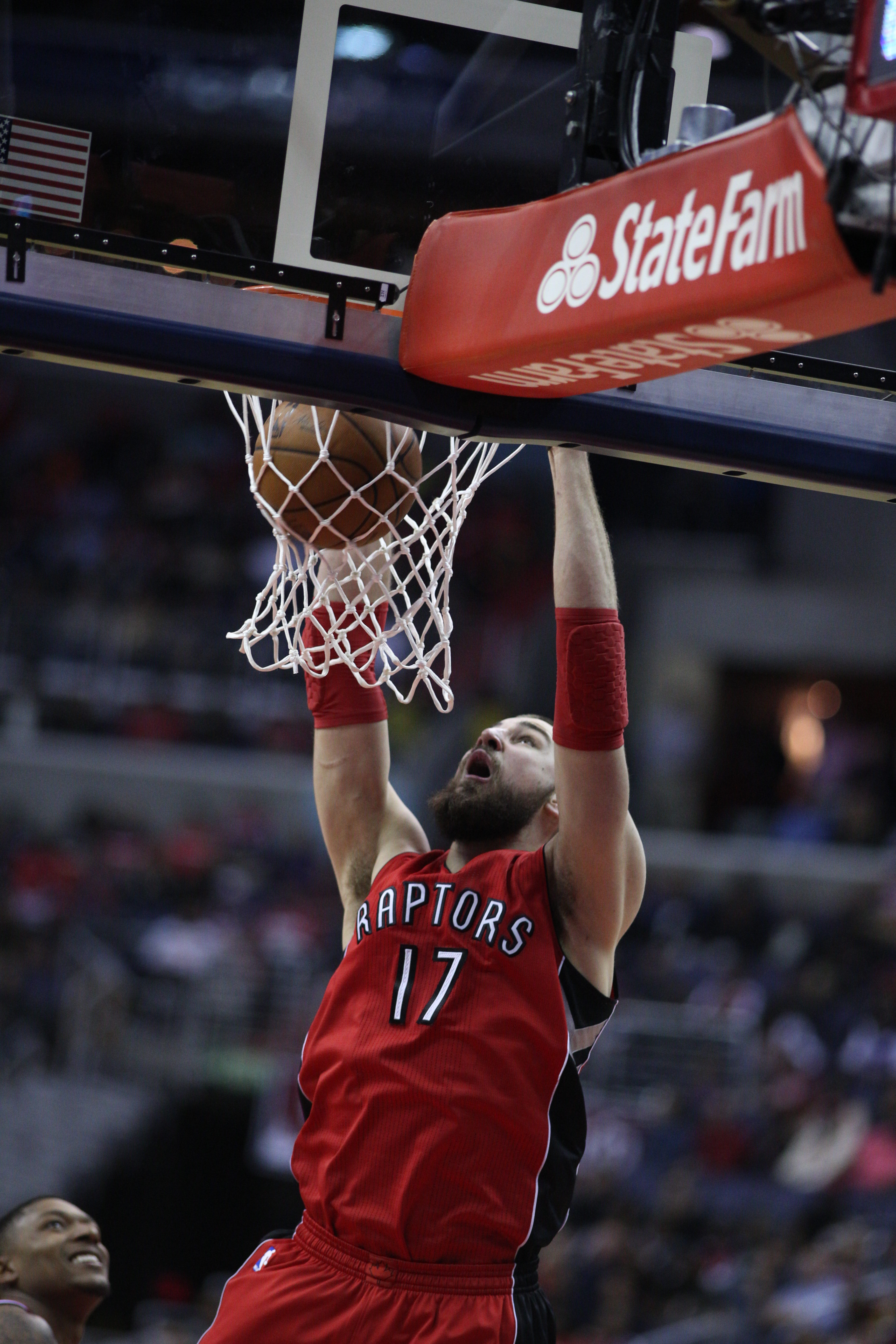
Jonas Valančiūnas com os Raptors na primeira rodada dos playoffs de 2015 contra o Washington Wizards.

Durante a temporada de 2013-14, os Raptors tinham um recorde de 6-12 antes da troca de Rudy Gay; após a negociação, eles tiveram um recorde de 10-3. Os Raptors chegaram na pausa para o All-Star com um recorde de 28-24 e DeRozan foi selecionado para jogar no All-Star, sendo apenas o quarto jogador dos Raptors a fazê-lo. Em 28 de março de 2014, o Raptors conquistou um lugar no playoff pela primeira vez desde 2008, depois de derrotar o Boston Celtics por 105-103. Em 11 de abril de 2014, os Raptors se tornou campeão da Divisão do Atlântico pela primeira vez desde 2007. Eles terminaram a temporada regular com um recorde de 48-34, o terceiro melhor recorde na Conferência Leste. Os Raptors enfrentaram os Nets na primeira rodada dos playoffs e quase avançaram para a próxima rodada, mas Paul Pierce bloqueou um arremesso de Lowry que os daria a vitória no Jogo 7.
Durante a temporada de 2014-15, os Raptors tiveram seu melhor início na história da franquia: um recorde de 24-8 na Conferência Leste, até o final de 2014. Em 27 de março de 2015, os Raptors conquistaram o título da Divisão do Atlântico depois de uma vitória por 94-83 sobre o Los Angeles Lakers. Este foi o segundo ano consecutivo em que os Raptors conquistaram o título da Divisão do Atlântico. Em 15 de abril de 2015, os Raptors quebraram o recorde da franquia com a 49ª vitória da temporada. Após a temporada de 2014-15, Louis Williams ganhou o prêmio de sexto homem do ano da NBA, tornando-se o primeiro jogador dos Raptors a ganhar o prêmio. Os Raptors enfrentaram o Washington Wizards na primeira rodada dos playoffs de 2015 e foram varridos.
Em 25 de junho de 2015, os Raptors selecionaram Delon Wright com sua escolha na primeira rodada do Draft de 2015, junto com Norman Powell na segunda rodada. Os Raptors adicionaram DeMarre Carroll, Cory Joseph, Bismack Biyombo e Luis Scola ao plantel.
Os Raptors abriram uma nova instalação de treinamentos, originalmente conhecida como BioSteel Centre em 10 de fevereiro de 2016. Os Raptors sediou o NBA All-Star de 2016 em 14 de fevereiro de 2016 e seu fim de semana associado pela primeira vez em sua história. Com uma vitória por 105-97 em casa contra o Atlanta Hawks em 30 de março de 2016, os Raptors alcançou sua primeira temporada de 50 vitórias. No dia seguinte, os Raptors conquistaram o título da Divisão do Atlântico pela terceira temporada consecutiva. O recorde de 56-26 tornou-se o melhor de todos os tempos dos Raptors. Os Raptors ganharam a primeira rodada dos playoffs sobre o Indiana Pacers depois de 15 anos. Na rodada seguinte, eles eliminaram o Miami Heat em sete jogos. Os Raptors, que foram uma das quatro equipes que nunca chegaram às finais da Conferência da NBA em suas história, apareceu na terceira rodada pela primeira vez em sua vigésima primeira temporada. Eles enfrentando o Cleveland Cavaliers e perderam a série por 4 –2.

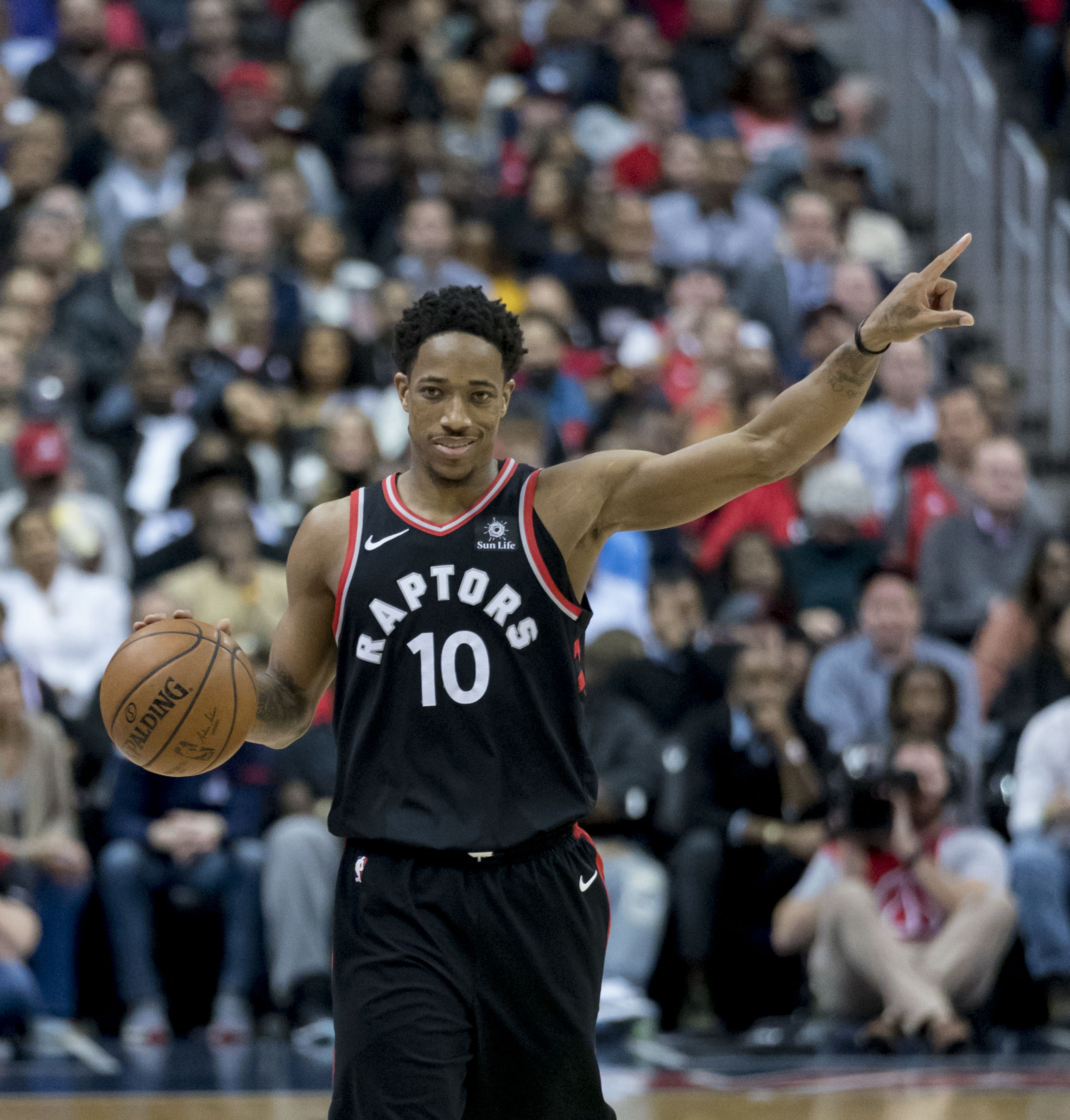
Em 1 de janeiro de 2018, DeMar DeRozan marcou um recorde de 52 pontos contra o Milwaukee Bucks e se tornou o terceiro jogador na história da franquia a marcar 50 ou mais pontos em um único jogo.

Em preparação para a disputa pelo título, os Raptors realizaram uma série de negociações que trouxeram Serge Ibaka e PJ Tucker. Durante os playoffs da NBA de 2017, os Raptors derrotaram o Milwaukee Bucks durante a primeira rodada por 4–2, mas perdeu para o atual campeão Cavaliers na segunda rodada por 4-0.
Em 1 de janeiro de 2018, DeMar DeRozan marcou um recorde de 52 pontos para ajudar os Raptors a bater o Milwaukee Bucks por 131-127 na prorrogação, igualando o recorde da equipe com sua 12 vitória consecutiva em casa. DeRozan se tornou o terceiro jogador na história do sRaptors a marcar 50 ou mais pontos em um único jogo - os outros sendo Vince Carter e Terrence Ross, cada um com 51.
Em 7 de março de 2018, Toronto se tornou o primeiro time da liga a conquistar um lugar nos playoffs na temporada de 2017-18 com uma vitória de 121-119 sobre o Detroit Pistons. Em 6 de abril de 2018, os Raptors se tornaram campeões da Conferência Leste, garantindo a primeira colocação na história da franquia com uma vitória por 92-73 sobre o Indiana Pacers. Os Raptors terminou a temporada regular com um recorde de 59 vitórias, foi o segundo melhor recorde da liga atrás apenas do Houston Rockets.
Os Raptors enfrentaram o Washington Wizards na primeira rodada dos playoffs e os derrotaram por 4–2. Os Raptors foram varridos pelo Cleveland Cavaliers na segunda rodada. Apesar de ter sido eleito Treinador do Ano, Casey foi demitido em 11 de maio e Nick Nurse foi promovido para treinador principal em 14 de junho.

#### 2018–2019: Primeiro título

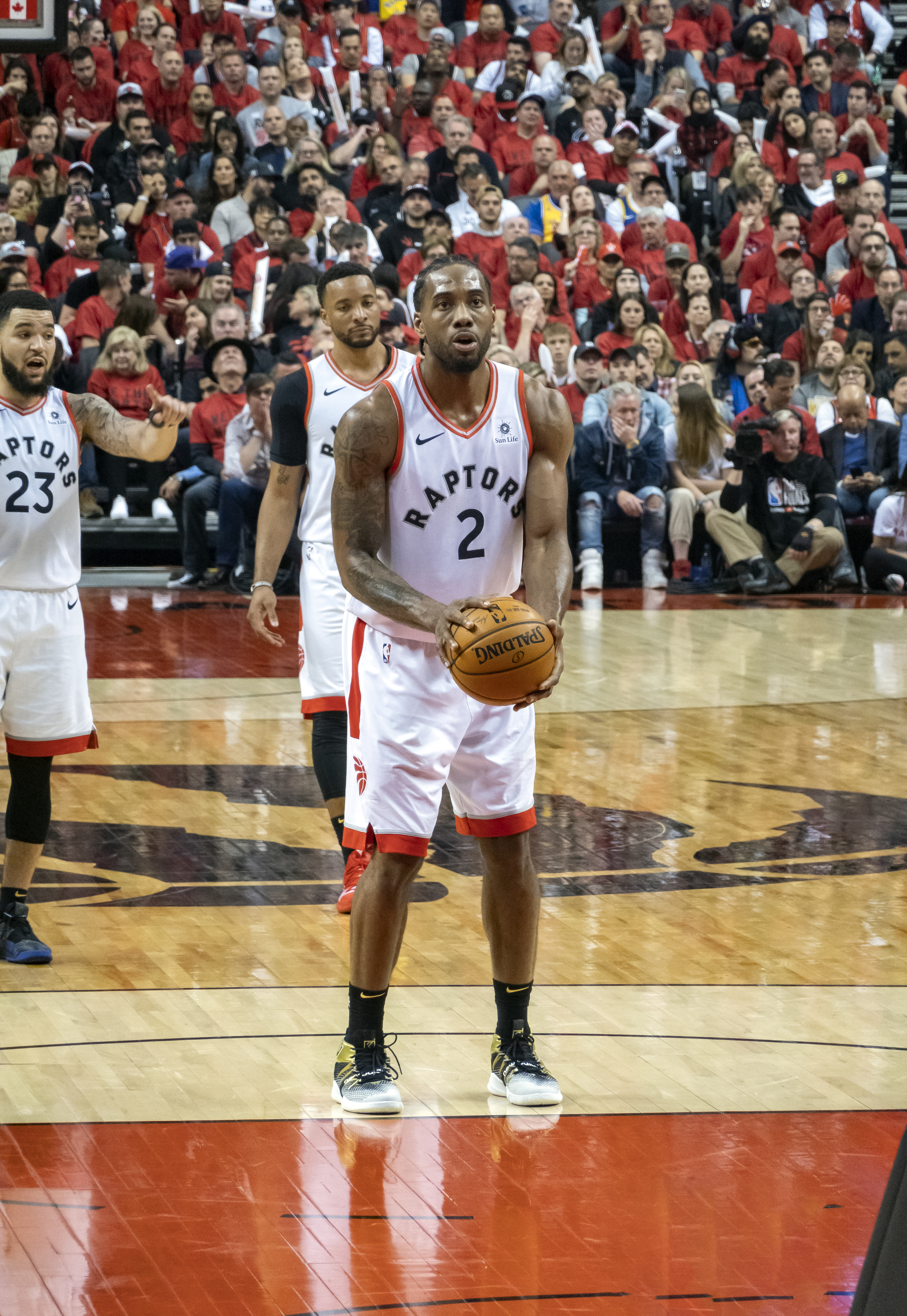
Kawhi Leonard se prepara para um lance livre durante o segundo jogo das finais da NBA de 2019.

O elenco de Toronto passou por duas grandes mudanças durante a temporada de 2018-19. Primeiro, em 18 de julho, DeRozan foi negociado, junto com Jakob Pöltl e uma escolha de primeira rodada em 2019, para o San Antonio Spurs em troca de Kawhi Leonard e Danny Green. Depois, os Raptors trocaram Jonas Valančiūnas, Delon Wright, CJ Miles e uma escolha de segunda rodada no draft de 2024 para o Memphis Grizzlies por Marc Gasol.
Ganhando o seu 16º jogo em 23 de novembro, os Raptors quebraram seu recorde demelhor começo em 20 jogos com um recorde de 16-4. Eles alcançaram a marca de 20 vitórias mais rápido do que em qualquer outra temporada de sua história, quando venceram o 24º jogo da temporada em 1 de dezembro contra o Cleveland Cavaliers em Cleveland. Em 13 de janeiro de 2019, o Toronto Raptors quebrou o recorde de maior número de pontos feitos na história da franquia depois de derrotar o Washington Wizards por 140-138.
Apesar de descansar Leonard por mais de 20 jogos devido a sua lesão da temporada anterior, os Raptors terminaram a temporada regular com a segunda melhor campanha na Conferência Leste e o segundo melhor recorde na liga atrás do Milwaukee Bucks. Os Raptors enfrentaram o Orlando Magic na primeira rodada dos playoffs, derrotando-os em cinco jogos. Na rodada seguinte, os Raptors derrotaram o Philadelphia 76ers em uma série de sete jogos fortemente disputada. Eles enfrentaram os Bucks nas finais da Conferência Leste e depois de perder os dois primeiros jogos em Milwaukee, Toronto venceu os quatro seguintes, avançando para as finais da NBA pela primeira vez na história da franquia.

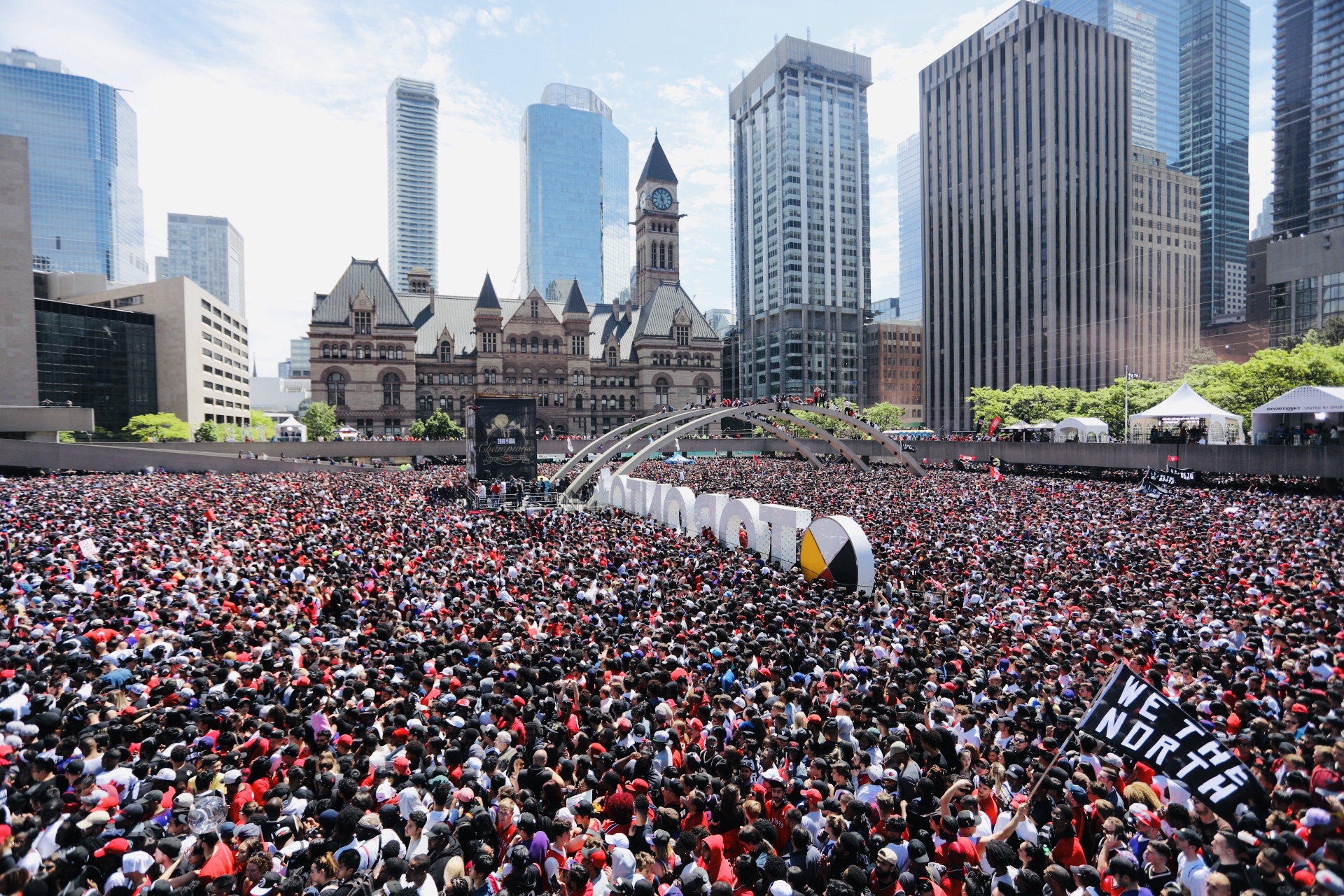
Torcida dos Raptors celebrando a conquista do título em Toronto

O Golden State Warriors fazia sua quinta aparição consecutiva na final e apresentavam vários All-Stars, sendo assim considerados favoritos. No entanto, os Raptors ganharam seu primeiro título ao derrotar os Warriors por 4–2, com Leonard sendo nomeado MVP das Finals. Ao fazê-lo, os Raptors se tornaram a primeira equipe não-americano a conquistar o título da NBA e a primeira equipe não-americana a vencer um título em qualquer uma das quatro principais ligas esportivas norte-americanas desde que o Toronto Blue Jays venceu a World Series em 1993, terminando uma seca de 25 anos das principais equipes esportivas profissionais do Canadá.

#### 2019–Presente: temporadas encurtadas por pandemia e realocação temporária de Tampa
O medo de que Leonard fosse embora depois de apenas uma temporada se materializou quando ele assinou com o Los Angeles Clippers. No entanto, os Raptors conseguiram vencer 53 jogos em uma temporada encurtada pela pandemia de COVID-19. Sua porcentagem de vitórias (73,6%) foi a melhor da história da franquia e a temporada também viu a ascensão de Pascal Siakam e Nurse sendo eleito o Técnico do Ano da NBA. Nos playoffs - que começaram mais tarde do que o normal em agosto, na "bolha" em Orlando, Flórida - os Raptors derrotou o Brooklyn Nets por 4-0 na primeira rodada mas perderam na rodada seguinte para o Boston Celtics.
Devido às restrições de viagens impostas pelo governo canadense em resposta à pandemia de COVID-19, os Raptors não podem hospedar jogos em Toronto desde março de 2020 e têm jogado em casa na temporada de 2020-21 na Amalie Arena em Tampa, Flórida. Em 28 de fevereiro de 2021, devido aos protocolos de saúde e segurança da NBA, pela primeira vez na temporada para o Toronto, o jogo entre o Toronto Raptors e o Chicago Bulls foi adiado. Eles não jogaram novamente até 3 de março, mas com cinco jogadores ausentes devido aos protocolos de segurança, incluindo OG Anunoby, Pascal Siakam e Fred VanVleet, bem como o técnico Nick Nurse, o Toronto perdeu por 129-105 para o Detroit Pistons. Os Raptors perderam os playoffs pela primeira vez em oito anos.
No draft de 2021, os Raptors selecionaram Scottie Barnes. Antes da temporada de 2021-22, os Raptors trocaram Lowry com o Miami Heat por Goran Dragić e Precious Achiuwa. Em 10 de setembro de 2021, o governo canadense permitiu que os Raptors voltassem ao Scotiabank Arena, enquanto os espectadores precisariam mostrar uma prova de vacinação contra a COVID-19 para participar.

## Logotipos e uniformes

### Logo

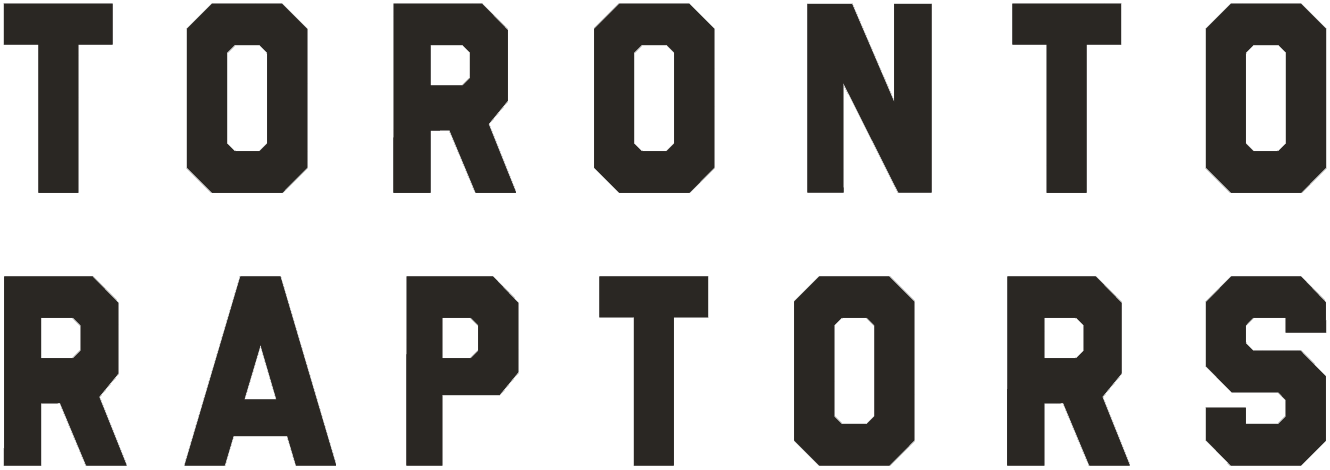
Logotipo dos Raptors (2015 – Presente)

Impulsionado pelo sucesso do filme Jurassic Park e a popularidade dos dinossauros com o público mais jovem, o primeiro logotipo da equipe originalmente apresentava um Velociraptor vermelho de aparência agressiva, usando tênis brancos com garras de pés expostos e uma bola de basquete.
As cores originais da equipe eram roxo, vermelho brilhante, preto e "prata Naismith" (em homenagem ao canadense inventor do basquete, James Naismith).
O logotipo provou ser muito popular entre os fãs, com Toronto sendo até o final de 1994 o sétimo em vendas de mercadorias. Para a temporada de 2008-09, a franquia perdeu a cor roxa do logotipo original, tornando o vermelho brilhante a cor predominante no logotipo e nas camisas do time.
Em 19 de dezembro de 2014, o Toronto Raptors revelou um novo logotipo primário, que a equipe descreveu como "um escudo circular com uma bola rasgada pelo ataque inconfundível de um Raptor".

### Uniformes

#### Evolução do uniforme
Os uniformes que os Raptors revelaram antes da temporada de 1995-96, e usavam até 1999, tinham lágrimas pretas e brancas como riscas, letras assimétricas, uma garra de raptor de um lado do short, um raptor mordendo o 'T' do logo e contou com um gigante vermelho e agressivo Velociraptor com uma bola de basquete (como mostrado no logotipo da franquia) no meio da camisa.
Os Raptors revelaram suas novas camisas em 1999-2000, lançando uma camisa para usar fora de casa que tinha uma frente roxa e uma parte traseira preta. Em 2003-04, os Raptors introduziram uma camisa alternativa vermelha que se tornaria a principal camisa usada fora de casa em 2006-07 em diante, quando o roxo foi retirado do esquema de cores da equipe.

#### Redesign de 2015
Em 3 de agosto de 2015, o Toronto Raptors revelou quatro novos uniformes. Os uniformes foram lançados em parceria com o videogame NBA 2K16 da 2K Sports. A equipe disse em um comunicado de imprensa que os novos uniformes pretendiam homenagear a cidade de Toronto e o Canadá como um todo, observando que os Raptors eram o único clube canadense na NBA desde a mudança do Grizzlies para Memphis.
As cores principais permaneceriam centradas nas cores nacionais do Canadá, vermelho e branco, enquanto o preto e a prata continuarão a ser usados para o acabamento.

#### Patrocinadores
Na off-season de 2017, os Raptors anunciaram que o Sun Life Financial, com sede em Toronto, é o patrocinador da camisa a partir da temporada 2017-18.

#### Retrô e outras camisas
Em 8 de dezembro de 2009, os Raptors introduziram uma camiseta azul e branca para homenagear o Toronto Huskies. Os uniformes eram os mesmos que os usados pelos Huskies durante a temporada de 1946-47, com exceção do apelido e do comprimento dos shorts. Estes uniformes foram usados em seis jogos na temporada de 2009-10 e desde então têm sido usados como camisas "retro", usadas durante as "Noites de Huskies".
Na temporada de 2016–17, os Raptors não apenas revelaram os uniformes “retrô” da temporada em comemoração ao 70º aniversário do Toronto Huskies, mas também revelaram uma quadra com o tema dos Huskies. A franquia também lançou uma camisa especial vermelha em homenagem ao Ano Novo Chinês. A camisa do Ano Novo Chinês apresenta uma representação estilizada de "Toronto" em caracteres chineses tradicionais brancos (多倫多, Pinyin: Duōlúnduō).
Outras camisas usadas pelos Raptors incluem um uniforme verde usado na temporada de 2007-08 até a temporada 2011-12 no dia de St. Patrick.
Os Raptors também usam um uniforme de camuflagem baseado na variante temperada do CADPAT (Padrão Canadense de Disrupção) durante eventos especiais que envolvem as Forças Armadas do Canadá, bem como camisetas com o tema de Drake, como camisas Welcome Toronto, que são pretas com texto em ouro

### Elenco atual

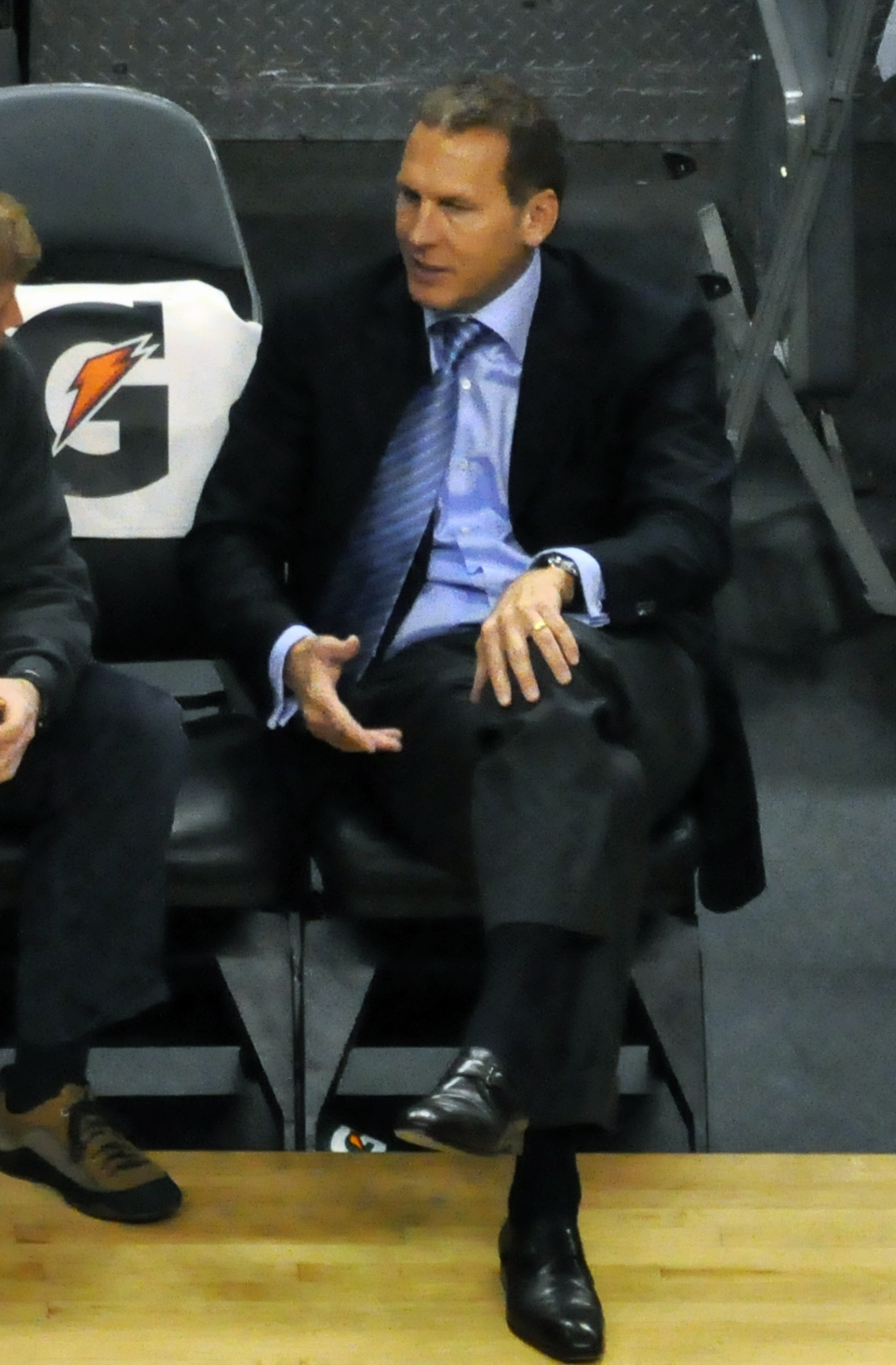
Bryan Colangelo (à direita) em um jogo dos Raptors em 2009. Ele foi o gerente geral da equipe e presidente das operações de basquete de fevereiro de 2006 a maio de 2013.

## Arenas
| Arenas             | Arenas | Arenas                   |
| Arena              | Jogos  | Tempo                    |
| ------------------ | ------ | ------------------------ |
| SkyDome            | 117    | 1995–1999                |
| Maple Leaf Gardens | 6      | 1995–1999                |
| Copps Coliseum     | 3      | 1995–1999                |
| Scotiabank Arena   | 710    | 1999–2020, 2021–Presente |
| Amalie Arena       | 37     | 2020–2021                |

## Pessoal

### Gestão

#### Gerentes gerais
| Nome            | Tempo                                            |
| --------------- | ------------------------------------------------ |
| Isiah Thomas    | 1995 - Março de 1998                             |
| Glen Grunwald   | Março de 1998 - Abril de 2004                    |
| Jack McCloskey  | Abril de 2004 - Junho de 2004 (provisório)       |
| Rob Babcock     | Junho de 2004 - Janeiro de 2006                  |
| Wayne Embry     | Janeiro de 2006 - Fevereiro de 2006 (provisório) |
| Bryan Colangelo | Fevereiro de 2006 - Maio de 2013                 |
| Masai Ujiri     | Maio de 2013 - Setembro de 2016                  |
| Jeff Weltman    | Setembro de 2016 - Maio de 2017                  |
| Bobby Webster   | Junho de 2017 – Presente                         |

### Presidentes de operações de basquete
| Presidente      | Tempo                            |
| --------------- | -------------------------------- |
| Richard Peddie  | De 1999 - Fevereiro de 2006      |
| Bryan Colangelo | Fevereiro de 2006 - Maio de 2013 |
| Masai Ujiri     | Maio de 2013 – Presente          |

### Donos
| Donos                                    | Tempos          |
| ---------------------------------------- | --------------- |
| John Bitove, Allan Slaight, Isiah Thomas | 1995 – 1998     |
| Maple Leaf Sports & Entertainment        | 1998 – Presente |

## Radiodifusores
Os jogos dos Raptors são transmitidos principalmente na televisão pelos canais esportivos canadenses TSN e Sportsnet. Através do MLSE, os Raptors também operam a versão canadense da NBA TV.
Durante as Finais da NBA de 2019, para efeitos de substituição simultânea, o Citytv (em jogos transmitidos pela Sportsnet) e o CTV2 (em jogos transmitidos pela TSN) transmitiram o feed ABC.

## Fãs e marketing
Os Raptors têm desfrutado de uma base de fãs consistente ao longo de sua história. Eles estabeleceram recordes de público na NBA em suas temporadas de 2000, 2001 e 2002, quando foram aos playoffs pela primeira vez. O comparecimento caiu ligeiramente entre 2003 e 2006. Isso melhorou durante a temporada regular de 2006-07 para uma média de 18.258 torcedores (13º na liga), 92,2% da capacidade no Air Canada Centre. Após o sucesso da temporada 2006-07, Toronto tornou-se um dos líderes da liga em vendas de ingressos para a temporada de 2007-08. Suas classificações de televisão, no entanto, são consideravelmente mais baixas do que outras equipes esportivas de Toronto e a maioria dos outros eventos esportivos foi exibida na televisão canadense.

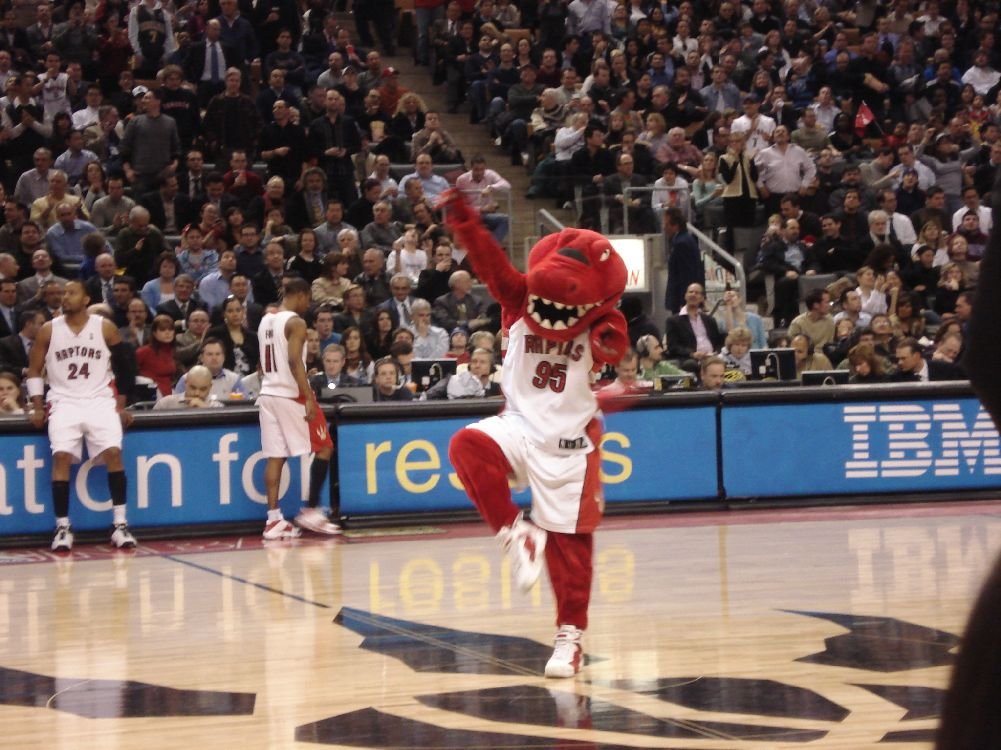
O mascote Raptor, um Velociraptor vermelho, vestindo tênis de basquete e uma camisa de número 95, animando a multidão durante um jogo.

Outra sequencia bem-sucedida iniciada em 2013–14 levou a um aumento no apoio dos Raptors. Para a temporada de 2014-15, a equipe vendeu os 12,5 mil ingressos para a temporada, a primeira vez que ocorreu desde 2011. O vitorioso Jogo 7 contra o Indiana Pacers nos playoffs de 2016 foi a transmissão mais assistida dos Raptors e a maior audiência de televisão no Canadá naquele dia com média de 1,53 milhão de telespectadores, com um pico de 2,63 milhões.
O valor da franquia aumentou ao longo dos anos. Em 1998, a franquia foi comprada por US $ 125 milhões. Com a contínua popularidade, o valor da franquia dobrou de US $ 148 milhões em 2000 para US $ 297 milhões em 2004. O valor cresceu novamente de US $ 315 milhões em 2006 para US $ 373 milhões em 2007 e US $ 400 milhões em 2008. Em 2018, a Forbes estimou que os Raptors valiam US $ 1,4 bilhão, o 12º maior da NBA.

### Parceria com Drake

#### "We The North"

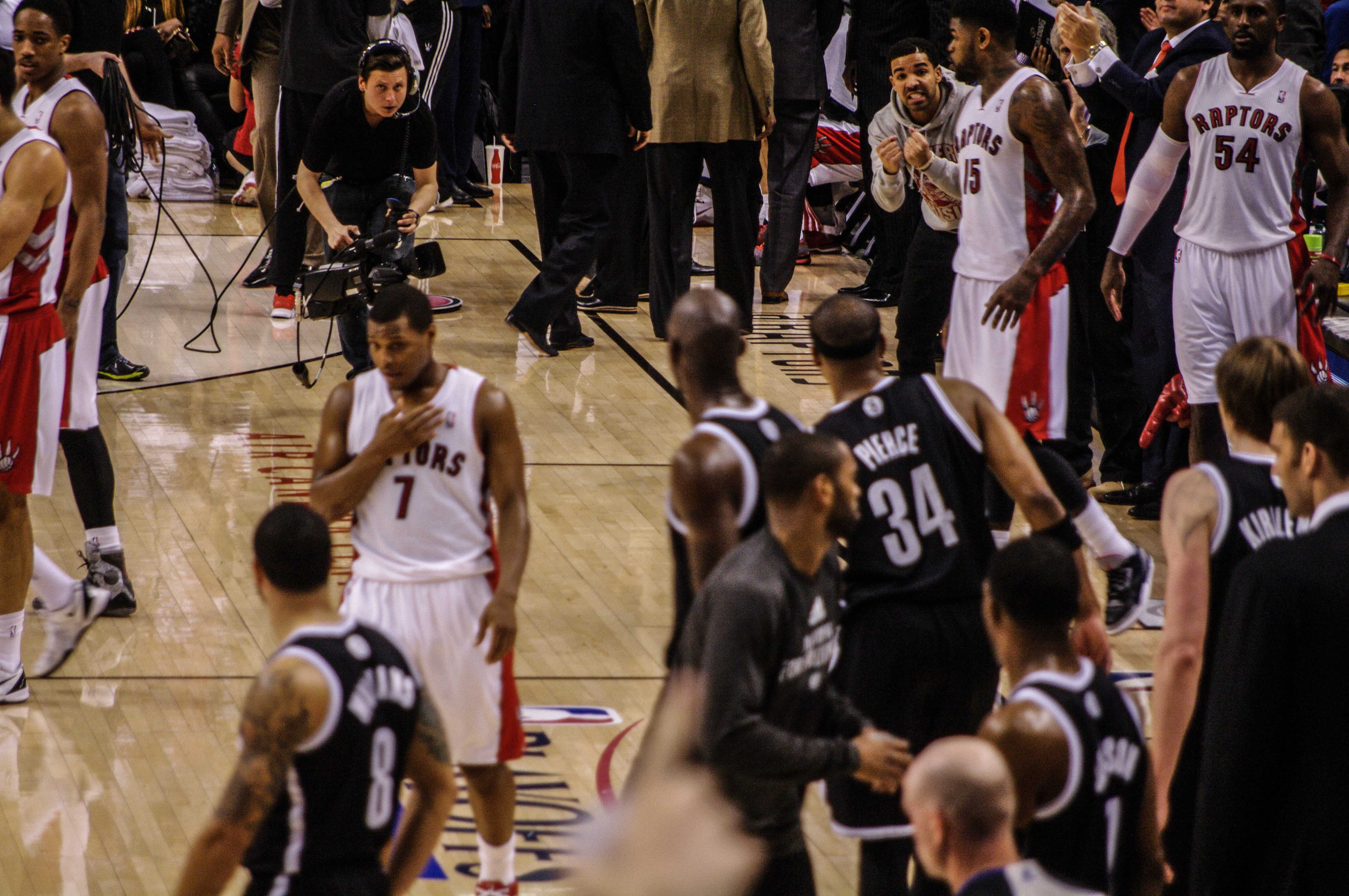
O músico de hip-hop de Toronto, Drake, está na quadra durante a primeira rodada dos playoffs de 2014. Drake foi nomeado o "embaixador global" dos Raptors em setembro de 2013.

No período que antecedeu a temporada do 20º aniversário da equipe em 2015 e a realização do All-Star Game de 2016, os Raptors iniciaram o processo de re-branding. Em 30 de setembro de 2013, o rapper Drake, foi anunciado como o novo "embaixador global" do Toronto Raptors, juntando-se ao comitê executivo da equipe. Em abril de 2014, os Raptors revelaram uma nova imagens da franquia desenvolvida pela agência Sid Lee, "We The North", construída em torno de um manifesto que pretendia abraçar a característica da equipe de ser um "outsider" do "lado norte".
A campanha "We The North" foi originalmente lançada durante a temporada de 2015-16; no entanto, o lançamento foi acelerado para que estivesse pronto a tempo dos playoffs de 2014, levando em conta o fraco desempenho das outras equipes esportivas profissionais do Canadá na época. Um comercial introdutório foi rapidamente filmado, contando com narração, cenas de jogadores de basquete locais em vários locais ao ar livre ao redor da cidade e terminando com uma cena exibindo uma bandeira preta com o lema escrito nela. A campanha foi imediatamente abraçada pelos fãs durante os playoffs e na temporada seguinte; o comercial de lançamento foi visto por mais de 500.000 vezes nos dois dias seguintes ao lançamento e as camisas e bandeiras com o lema "We The North" tornaram-se comuns nos jogos.
Em 19 de dezembro de 2014, os Raptors lançaram um novo logotipo que apresenta uma bola de basquete com marcas de garra. O novo logotipo foi oficialmente implementado durante a temporada de 2015-16. A introdução do logotipo foi marcada por um lançamento desorganizado, que viu uma versão em preto e branco inicialmente mostrada antes do eventual lançamento da versão coloridas no final do dia. Houve também alegadas tensões entre o pessoal da MLSE e Drake em torno do novo design - em particular, o artista tinha pressionado para que a equipe mudasse sua cor primária de vermelho para dourado (uma cor vista em uma das variantes oficiais do logotipo revelada naquele dia). Em uma publicação no Twitter, Drake se distanciou da "execução" do novo logotipo.

#### Bem-vindo Toronto
Em 2018, Drake revelou o programa Welcome Toronto com os Raptors. Como parte do programa, os Raptors usavam uniformes da "edição da cidade" para seis jogos em casa ao longo da temporada de 2017-18. Como uma saudação à campanha anterior, We the North, os uniformes apresentam uma divisa de ouro com "NORTH" escrita. Além dos jogos em casa, também foi anunciado que os Raptors doariam US $ 1 milhão para reformar as quadras de basquete da comunidade local, além de outros US $ 2 milhões para o Canada Basketball.

## Rivalidades

### New Jersey/Brooklyn Nets
O New Jersey/Brooklyn Nets e os Raptors têm sido rivais desde a troca de Vince Carter para ao Nets durante a temporada de 2004-05. A rivalidade começou a esquentar à medida que as duas equipes se enfrentavam na primeira rodada dos Playoffs da NBA de 2007, com os Nets vencendo a série por 4-2.
A rivalidade foi reavivada durante a temporada de 2013-14, quando os Nets e Raptors lutaram pela Divisão do Atlântico. Os Raptors venceram a divisão, mas depois enfrentou o Nets na rodada de abertura dos playoffs. Antes do primeiro jogo da série, o diretor geral do Raptors, Masai Ujiri, falou do lado de fora da Maple Leaf Square, no Air Canada Centre. Durante o comício, Ujiri gritou "Fuck Brooklyn!". Masai foi multado em US $ 25.000 pela NBA e mais tarde se desculpou pela linguagem excessiva. A série durou sete jogos e foi decidida nos segundos finais quando Paul Pierce bloqueou o arremesso de Kyle Lowry dando aos Nets a vitória por 104-103.

### New York Knicks
O New York Knicks e os Raptors tiveram uma rivalidade nos playoffs em 2000 e 2001. Os Raptors fizeram sua primeira aparição nos playoffs durante a temporada de 1999-00, na qual foram derrotados pelos Knicks na primeira rodada por 3-0. Na temporada seguinte, os Raptores se redimiram, derrotando os Knicks na primeira rodada por 3–2.

## Serviço comunitário
A Fundação Raptors foi o braço beneficente do Toronto Raptors, dedicado a ajudar instituições de caridade de Ontário que apoiam programas e iniciativas esportivas para crianças e jovens em situação de risco. A Fundação esforçou-se para elevar os ânimos e mudar a vida dos jovens apoiando organizações locais e provinciais que proporcionam atividades recreativas, educativas e outras atividades voltadas para os jovens. Através de laços com a comunidade e com a ajuda de seus parceiros corporativos, doadores, jogadores e voluntários, a Fundação arrecadou com sucesso mais de US $ 14 milhões entre 1995 e 2007.
Os outros projetos foram Raptors Community Relations e Raptors Basketball Development, ambos focados em fornecer programas de desenvolvimento de basquete. O Toronto Raptors lideram a NBA em quantias em dinheiro doadas à comunidade. Em 2009, a Raptors Foundation fundiu-se com outros braços filantrópicos das outras franquias esportivas da MLSE para formar a Team Up Foundation.

## Estatísticas gerais
Estatísticas atualizadas em 28 de novembro de 2024.

### Jogos
| #   | Nome              | Período   | Jogos |
| --- | ----------------- | --------- | ----- |
| 1.  | DeMar DeRozan     | 2009–2018 | 675   |
| 2.  | Kyle Lowry        | 2012–2021 | 601   |
| 3.  | Morris Peterson   | 2000–2007 | 542   |
| 4.  | José Calderón     | 2005–2013 | 525   |
| 5.  | Pascal Siakam     | 2016–2024 | 510   |
| 6.  | Chris Bosh        | 2003–2010 | 509   |
| 7.  | Jonas Valančiūnas | 2012–2019 | 470   |
| 8.  | Amir Johnson      | 2009–2015 | 451   |
| 9.  | Andrea Bargnani   | 2006–2013 | 433   |
| 10. | Fred VanVleet     | 2016–2023 | 417   |

### Pontos
| #   | Nome              | Período   | Pontos |
| --- | ----------------- | --------- | ------ |
| 1.  | DeMar DeRozan     | 2009–2018 | 13.296 |
| 2.  | Kyle Lowry        | 2012–2021 | 10.540 |
| 3.  | Chris Bosh        | 2003–2010 | 10.275 |
| 4.  | Vince Carter      | 1998–2005 | 9.420  |
| 5.  | Pascal Siakam     | 2016–2024 | 8.875  |
| 6.  | Andrea Bargnani   | 2006–2013 | 6.581  |
| 7.  | Morris Peterson   | 2000–2007 | 6.498  |
| 8.  | Fred VanVleet     | 2016–2023 | 6.090  |
| 9.  | Jonas Valančiūnas | 2012–2019 | 5.524  |
| 10. | José Calderón     | 2005–2013 | 5.235  |

### Rebotes
| #   | Nome              | Período              | Rebotes |
| --- | ----------------- | -------------------- | ------- |
| 1.  | Chris Bosh        | 2003–2010            | 4.776   |
| 2.  | Jonas Valančiūnas | 2012–2019            | 3.961   |
| 3.  | Pascal Siakam     | 2016–2024            | 3.324   |
| 4.  | Kyle Lowry        | 2012–2021            | 2.954   |
| 5.  | Antonio Davis     | 1999–2004, 2005–2006 | 2.839   |
| 6.  | Amir Johnson      | 2009–2015            | 2.836   |
| 7.  | DeMar DeRozan     | 2009–2018            | 2.739   |
| 8.  | Andrea Bargnani   | 2006–2013            | 2.095   |
| 9.  | Vince Carter      | 1998–2005            | 2.091   |
| 10. | Morris Peterson   | 2000–2007            | 2.064   |

### Assistências
| #   | Nome             | Período   | Assistências |
| --- | ---------------- | --------- | ------------ |
| 1.  | Kyle Lowry       | 2012–2021 | 4.277        |
| 2.  | José Calderón    | 2005–2013 | 3.770        |
| 3.  | Fred VanVleet    | 2016–2023 | 2.199        |
| 4.  | DeMar DeRozan    | 2009–2018 | 2.078        |
| 5.  | Pascal Siakam    | 2016–2024 | 1.843        |
| 6.  | Alvin Williams   | 1997–2006 | 1.791        |
| 7.  | Damon Stoudamire | 1995–1998 | 1.761        |
| 8.  | Vince Carter     | 1998–2005 | 1.553        |
| 9.  | Doug Christie    | 1996–2000 | 1.197        |
| 10. | Chris Bosh       | 2003–2010 | 1.115        |